# Literatura britànica
La literatura britànica s'entén com la literatura del Regne Unit, amb Gran Bretanya i Irlanda del Nord, l'illa de Man i les illes del Canal de la Manxa. Els seus continguts incorporen aquells textos produïts en l'àrea cultural de les Illes Britàniques en llengua anglesa. També inclou la literatura anglosaxona (anglès antic). En principi entenem dins aquest concepte el cultiu literari dels autors britànics que van escriure en llatí: literatura anglo-llatina i en anglo-normand, on la literatura en aquestes llengües es relaciona amb el desenvolupament inicial de la llengua i la literatura angleses. És qüestionable la incorporació o no de figures importants que van escriure en escocès, però la discussió principal es troba en les diverses obres de literatura escocesa.
L'article Literatura en altres llengües del Regne Unit se centra en les literatures escrites en les altres llengües que s'utilitzen i s'han utilitzat a la Gran Bretanya. També hi ha articles en aquestes diverses literatures: la literatura llatina a Gran Bretanya, Anglo-normanda, Còrnica, Guernesieiesa, Jerseiesa, Anglo-llatina, Manx, Gaèlica escocesa, Gal·lesa, etc.
Els escriptors irlandesos han tingut un paper important en el desenvolupament de la literatura a Anglaterra i Escòcia, però tot i que Irlanda va formar part políticament del Regne Unit entre gener de 1801 i desembre de 1922, és controvertit descriure la literatura irlandesa com a britànica. Per a alguns, les obres d'autors d'Irlanda del Nord cal incloure-les dins el grup de literatura britànica.

## Identitat britànica
La naturalesa de la identitat britànica ha canviat amb el pas del temps. L'illa que conté Anglaterra, Escòcia i Gal·les ha estat coneguda com a Gran Bretanya des de l'època romana de Plini el Vell (c. 23-79 dC). L'anglès com a llengua nacional va tenir els seus inicis amb la invasió anglosaxona que va començar cap al 450 d.C. Abans, els habitants parlaven principalment diverses llengües celtes. Les diverses parts constitutives de l'actual Regne Unit es van unir en diferents moments. Gal·les va ser annexionada pel Regne d'Anglaterra en virtut dels Actes de la Unió de 1536 i 1542. Tanmateix, no va ser fins al 1707 amb un tractat entre Anglaterra i Escòcia que el Regne de Gran Bretanya va existir. Això es va fusionar el gener de 1801 amb el Regne d'Irlanda per formar el Regne Unit de Gran Bretanya i Irlanda. Fins a èpoques bastant recents les llengües celtes continuaven parlant-se àmpliament a Escòcia, Gal·les, Cornualla i Irlanda, i aquestes llengües encara sobreviuen, especialment en algunes zones de Gal·les.
Posteriorment, el nacionalisme irlandès va conduir a la partició d'Irlanda el 1921; per tant, la literatura de la República d'Irlanda no és britànica, tot i que la literatura d'Irlanda del Nord és irlandesa i britànica.
Les obres escrites en llengua anglesa per part d'escriptors gal·lesos, especialment quan es refereixen a Gal·les, han estat reconegudes com una entitat diferenciada des del segle xx, per la qual cosa es recoeix com a Literatura gal·lesa en llengua anglesa. La necessitat d'una identitat separada per a aquest tipus d'escriptura va sorgir a causa del desenvolupament paral·lel de la literatura gal·lesa moderna en gal·lès.
A causa del poder colonial de l'Imperi Britànic, l'ús de l'anglès es va estendre pel món. Des d'abans dell segle xix o als Estats Units, i més tard en altres colònies, els escriptors més importants en anglès van començar a aparèixer més enllà de les fronteres de Gran Bretanya i Irlanda. Més tard, s'incorporarien a als premis Nobel.

## L'arribada dels anglosaxons: 449 – c.1066

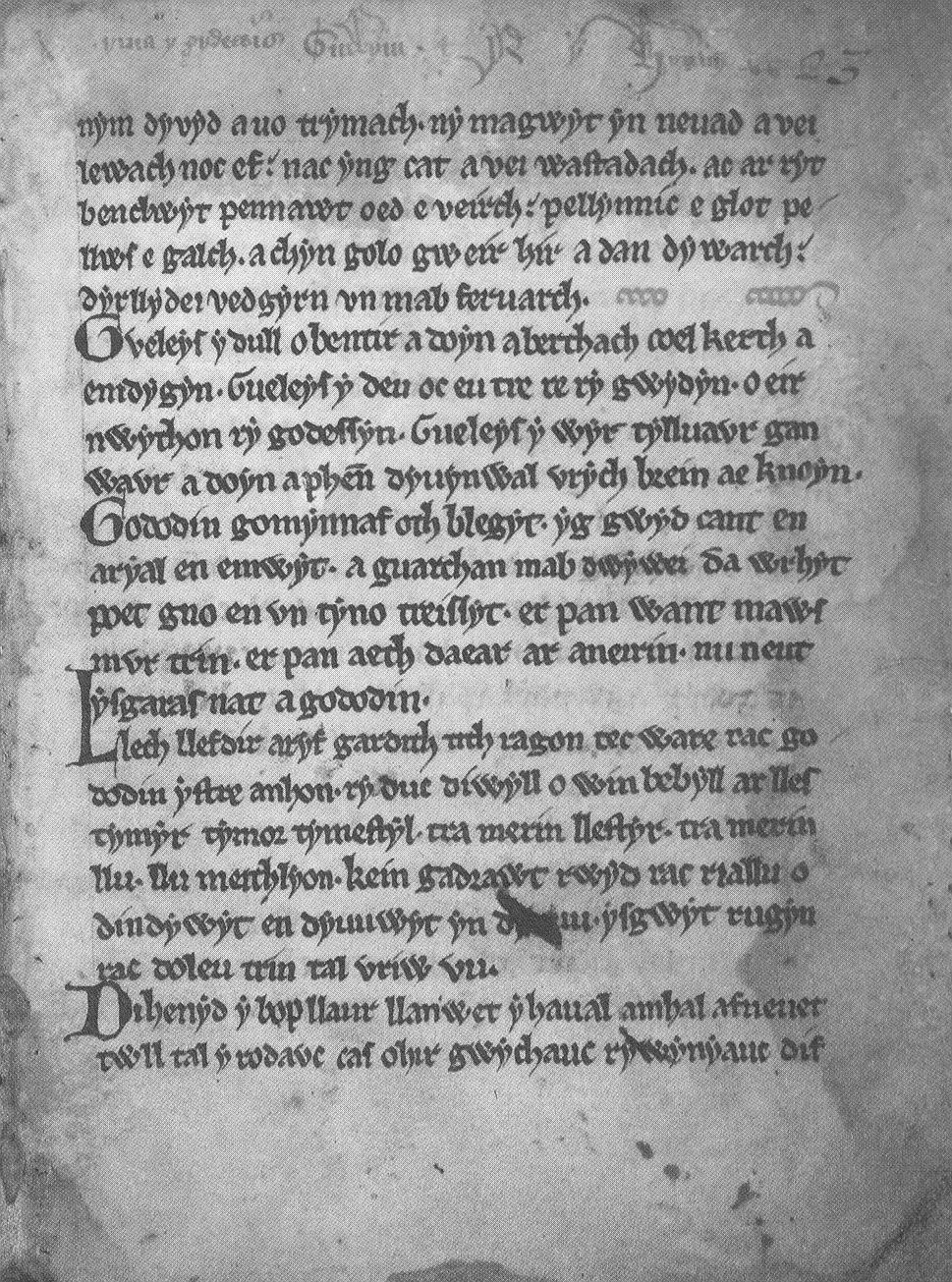
Una pàgina facsímil de Y Gododdin c. 1275

### Precedents en altres llengües
Tot i que els romans es van retirar de la Gran Bretanya a principis del segle v es va continuar escrivint en literatura llatina, sobretot eclesiàstica. Exemples d'aquest tipus els trobem a les Cròniques de Beda (672 / 3–735), la Historia ecclesiastica gentis Anglorum ; i Gildas (c. 500-570), De Excidio et Conquestu Britanniae.
Diverses llengües cèltiques eren parlades per molts britànics en aquella època. Entre les obres escrites més importants que han sobreviscut hi ha Y Gododdin i el Mabinogion. Del segle VIII al XV, els vikings i els colons nòrdics amb els seus descendents van colonitzar parts de l'actual Escòcia. Algunes poesies nòrdiques antigues sobreviuen relacionades amb aquest període, La saga Orkneyinga, una narració històrica de la història de les Illes Orcades, des de la seva captura pel rei noruec al segle ix fins al 1200 aproximadament és un dels exemples que ha sobreviscut fins a l'actualitat.

### Literatura anglesa antiga: c. 658–1100

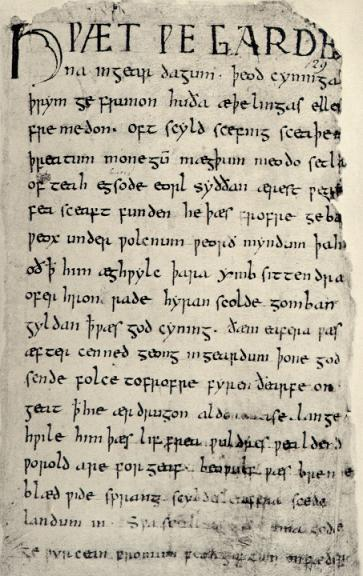
Facsímil de primera pàgina de Beowulf

La Literatura anglesa antiga, o literatura anglosaxona, engloba la literatura que es conserva escrita en anglès antic a l'Anglaterra anglosaxona, des de l'assentament dels saxons i d'altres tribus germàniques a Anglaterra (Juts i els Angles) cap al 450, fins poc després de la Conquesta Normanda el 1066; és a dir, c. 1100-50. Aquestes obres inclouen gèneres com poesia èpica, hagiografia, sermons, traduccions bíbliques, obres legals, cròniques, endevinalles i altres. En total, hi ha uns 400 manuscrits supervivents d'aquest període.
La tradició oral era molt forta a la primera cultura anglesa i la majoria d'obres literàries es van escriure per ser representades. Els poemes èpics eren, doncs, molt populars i alguns, inclòs Beowulf, han arribat fins als nostres dies. Beowulf és l'obra més famosa en anglès antic i ha assolit l'estatus d'epopeia nacional a Anglaterra, tot i estar ambientada a Escandinàvia.
Gairebé tots els autors anglosaxons són anònims: dotze són coneguts amb el seu nom per fonts medievals, però només quatre són coneguts per les seves obres vernacles amb certesa: Cædmon, Beda, Alfred el Gran i Cynewulf. Cædmon és el primer poeta anglès del qual es coneix el nom. L'única obra que es conserva d'ell és Cædmon's Hymn, que probablement data de finals del segle VII.
Les Cròniques contenien una sèrie de relats històrics i literaris. Un exemple significatiu és la Crònica anglosaxona. El poema Battle of Maldon també tracta d'història. Aquest és el nom que rep l'obra, de data incerta, que celebrava la veritable batalla de Maldon del 991, en què els anglosaxons no van aconseguir evitar una invasió vikinga.
L'antiguitat clàssica no es va oblidar a l'Anglaterra anglosaxona, i diversos poemes anglesos antics són adaptacions de textos filosòfics clàssics de l'antiguitat tardana. La traducció del rei Alfred el Gran (849-99) sobre la Consolació de la filosofia de Boeci es la més llarga de totes.

### Literatura baixmedieval: 1066-1500

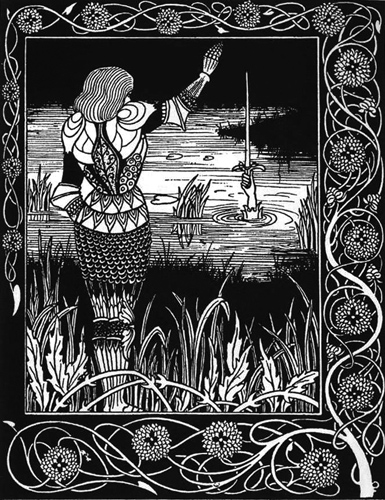
Sir Bedivere llança l 'espasa del rei Artús Excalibur a la Dama del Llac. El cicle artúric ha influït en la literatura britànica a través de diferents llengües i èpoques

La diversitat lingüística de les illes al període medieval va contribuir a una rica varietat de producció artística i va fer que la literatura britànica fos singularment innovadora. Algunes obres encara es van escriure en llatí. Entre altres trobem el llibre de Giraldus Cambrensis de finals del segle XII sobre la seva estimada Gal·les: Itinerarium Cambriae. Després de la conquesta normanda del 1066, es va desenvolupar la literatura anglo-normanda, introduint les tendències literàries de l'Europa continental, com ara la cançó de gesta. Amb tot, el desenvolupament indígena de la literatura anglo-normanda va ser precoç en comparació amb la literatura del continent en llengües d'Oïl.
Jofre de Monmouth (c. 1100 - c. 1155) va ser una de les figures més importants del històriadors anglesos de l'Edat Mitjana i de la popularitat dels contes del rei Artús. És conegut sobretot per la seva crònica Historia Regum Britanniae del 1136, que va difondre la mitologia celta a un públic més ampli. Robert Wace (vers 1110 - després de 1174), que va escriure en normand, fou el primer poeta conegut de Jersey, i també va desenvolupar la llegenda artúrica. A finals del segle XII, Layamon amb Brut va adaptar a Wace per fer la primera obra en anglès que fes servir les llegendes del rei Artús i dels cavallers de la taula rodona. Va ser també la primera historiografia escrita en anglès des de la Crònica anglosaxona.

### Anglès mitjà
L'interès pel rei Artur va continuar al segle xv amb La Mort d'Artús (1485) de Thomas Malory, una popular i influent recopilació d'alguns romanços artúrics francesos i anglesos. Va ser un dels primers llibres impresos a Anglaterra per William Caxton.
Al període medieval posterior va evolucionar una nova forma d'anglès ara coneguda com a anglès mitjà. Aquesta és la forma més primerenca comprensible per als lectors i oients moderns, encara que tingui algunes dificultats. Les traduccions de la Bíblia en anglès mitjà, en particular la Bíblia de Wycliffe, van ajudar a establir l'anglès com a llengua literària. La Bíblia de Wycliffe és el nom que ara es dona a un grup de traduccions bíbliques a l'anglès mitjà que es van fer sota la direcció de John Wycliffe o sota el seu patronatge. Van aparèixer durant un període que va des del 1382 fins al 1395.
Piers Plowman o Visio Willelmi de Petro Plowman, escrit cap al 1360–1387, és un poema narratiu al·legòric de l'anglès mitjà de William Langland. Està compost en vers al·literatiu sense rima, dividit en seccions anomenades "passūs" (en llatí "passos"). Piers és considerat per molts crítics com una de les primeres grans obres de la literatura anglesa juntament amb Els contes de Canterbury de Chaucer i Sir Gawain i el Cavaller verd durant l'Edat Mitjana.
Sir Gawain and the Green Knight és una novel·la de cavalleries al·literativa anglesa de finals del segle XIV. És una de les històries artúriques més conegudes, d'un tipus consolidat conegut com el "beheading game" o "joc de la decapitació". A partir de la tradició gal·lesa, irlandesa i anglesa, Sir Gawain posa de manifest la importància de l'honor i la cavalleria. En el mateix manuscrit amb Sir Gawayne es conservaven altres tres poemes, generalment acceptats com l'obra de l'autor, inclòs el complicat poema elegíac: Pearl.

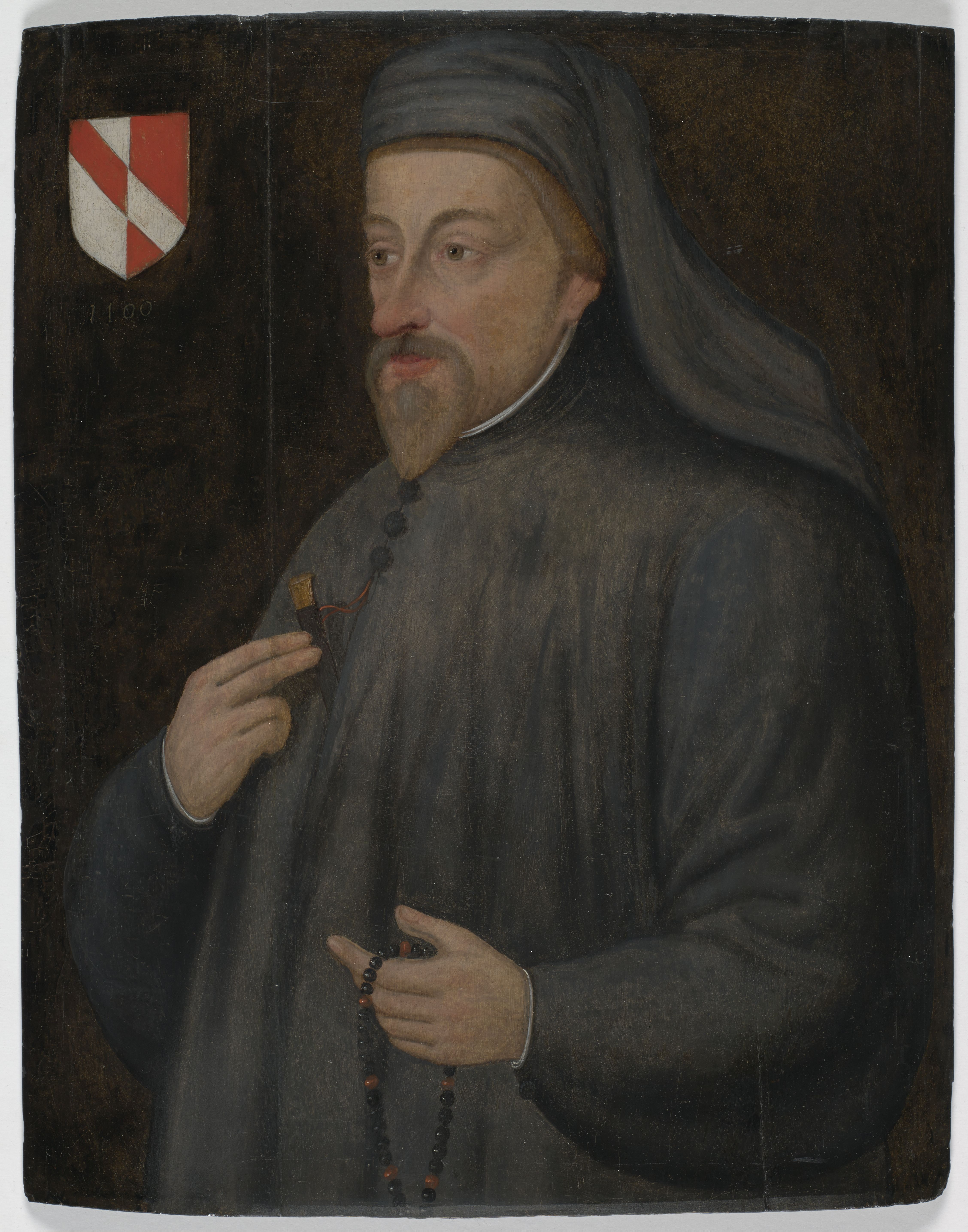
Geoffrey Chaucer, pare de la literatura anglesa, pintura d'autor desconegut (ca. 1340 -1400)

Geoffrey Chaucer (c. 1343 - 1400), és conegut com el pare de la literatura anglesa. Se'l considera el millor poeta anglès de l'edat mitjana, i va ser el primer poeta que va ser enterrat al Poet's Corner a l'Abadia de Westminster. Chaucer és avui més conegut per Els contes de Canterbury, una col·lecció d'històries escrites en anglès mitjà, a majoria escrits en vers, encara que alguns estan en prosa, que es presenten com a part d'un concurs de contes d'un grup de pelegrins mentre viatgen junts en un viatge des de Southwark fins al santuari deThomas Becket a la Catedral de Canterbury. Chaucer és una figura crucial per desenvolupar la legitimitat de la llengua vernacla, en anglès mitjà, en un moment en què les llengües literàries dominants a Anglaterra eren el francès i el llatí.
La naturalesa multilingüe del públic per a la literatura al segle xiv es pot il·lustrar amb l'exemple de John Gower, entre 1330 - octubre 1408. Contemporani de Langland i amic personal de Chaucer, Gower és recordat principalment per tres grans obres, el Mirroir de l'Omme, Vox Clamantis i Confessio Amantis, tres llargs poemes escrits en anglonormand, llatí i anglès mitjà, i que estan respectivament units per temes morals i polítics.
Les dones escriptores també van ser actives en aquesta època. Marie de France al segle XII i Juliana de Norwich a principis del segle xiv són les principals exponents. Es creu que l'obra de Juliana Revelations of Divine Love (cap al 1393) és el primer llibre publicat per una dona en llengua anglesa. Margery Kempe (ca. 1373 - 1438) és coneguda per escriure The Book of Margery Kempe, una obra considerada per alguns com la primera autobiografia en llengua anglesa.
Entre els principals escriptors escocesos del segle xv hi ha Henrysoun, William Dunbar, Douglas i David Lyndsay. Les obres de Chaucer van influir en els escriptors escocesos.

### Teatre medieval
A l'Edat Mitjana, el drama en les llengües vernacles d'Europa pot haver sorgit de les representacions religioses de la litúrgia. Les obres de misteri es presentaven als porxos de les catedrals o els actors les portaven de forma itinerant els dies de festa. Els jocs de miracles i misteris, juntament amb moralitats i interludis, van evolucionar després cap a formes de drama més elaborades, com es `podrà veure en el teatre isabelí. Una altra forma de teatre medieval eren les obres de màscares. Eren una forma de teatre de carrer primerenca associada al dança Morris, que es concentrava en temes com Sant Jordi i el Drac i Robin Hood. Es tractava de contes populars que relataven històries antigues, i els actors viatjaven de ciutat en ciutat interpretant-los per al seu públic a canvi de diners i hospitalitat.
Les obres de misteri i miracles es troben entre els primers espectacles dramàtics desenvolupats formalment a l'Europa medieval. Les obres de misteri es van centrar en la representació d'històries bíbliques a les esglésies com a quadres vius que s'acompanyaven amb cançons antifonals. Es van desenvolupar des del segle X fins al XVI, aconseguint la màxima popularitat al segle xv, abans de quedar obsolets per l'auge del teatre professional.

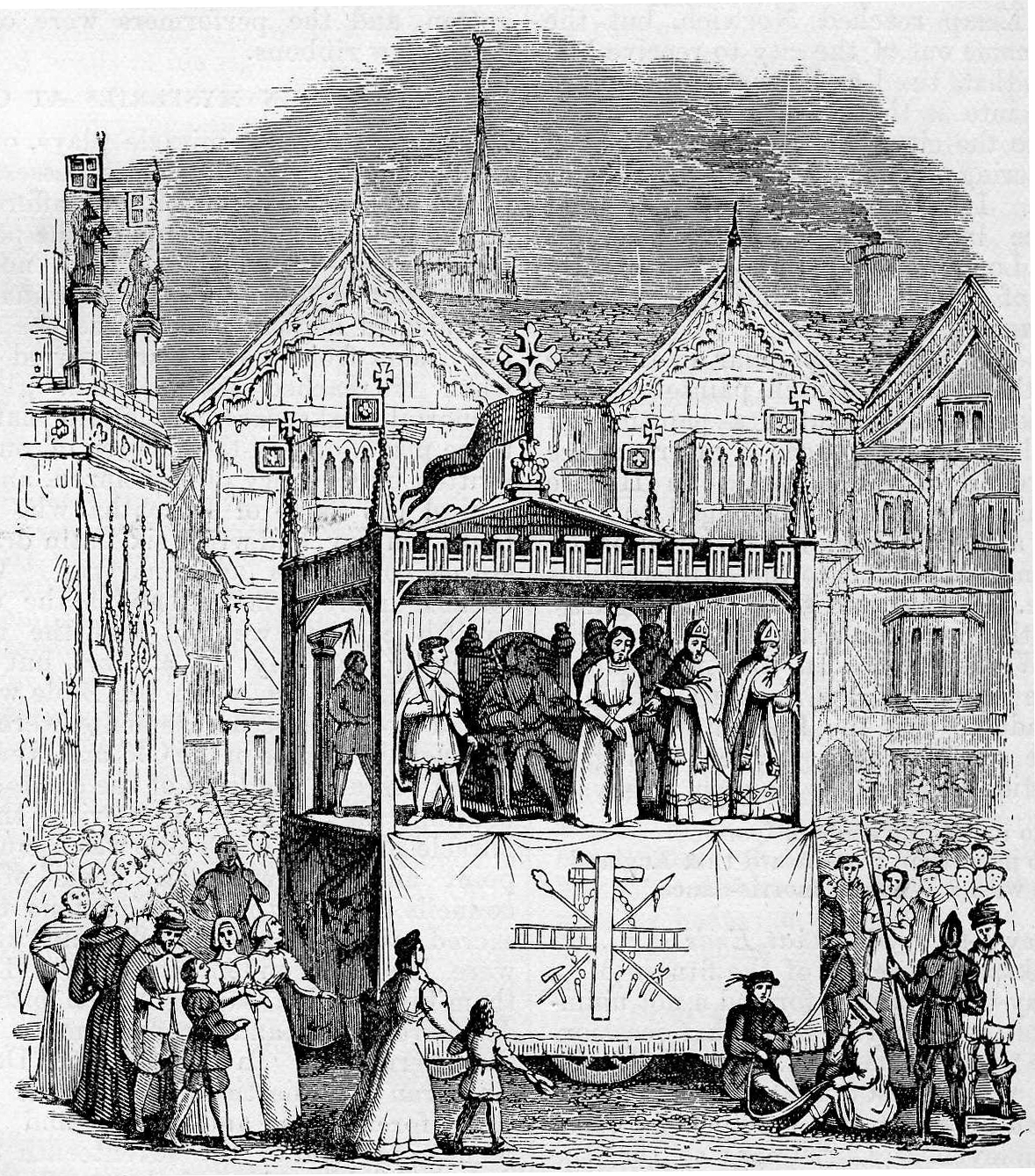
Gravat del d'una representació del cicle literari de misteri de Chester.

Hi ha quatre col·leccions bíbliques angleses completes o gairebé completes d'obres de teatre del període baixmedieval. La més completa és la del Cicle de York de quaranta-vuit capítols. Es van representar a la ciutat de York, des de mitjan segle xiv fins al 1569. A més del drama anglès mitjà, hi ha tres obres teatrals que es conserven en còrnic conegudes com l'Ordinalia
Després d'haver sortit de les obres de misteri de base religiosa, l'obra moral és un gènere d'entreteniment teatral medieval i el primer de l'Època Tudor, que representava un canvi cap a una base més secular per al teatre europeu. Les obres morals són un tipus d'al·legoria en què el protagonista es troba amb personificacions de diversos atributs morals que intenten incitar-lo a escollir entre una vida piadosa o una de malvada. Aquest tipus d'obres van ser més populars a Europa durant els segles XV i XVI.
The Somonyng of Everyman (The Summoning of Everyman) (c. 1509 - 1519), coneguda normalment com Everyman, és una obra de moralitat anglesa de finals del segle XV. De la mateixa manera que l'al·legoria The Pilgrim's Progress (1678) de John Bunyan , Everyman examina la qüestió de la salvació cristiana mitjançant l'ús de personatges al·legòrics.

## El Renaixement: 1500 –1660
L'estil i idees renaixentistes van intoduir-se lentament com a moviment a Anglaterra i Escòcia. L'Època isabelina (1558-1603) es pot considerar com el període culiminant del Renaixement anglès. No obstant això, diferents investigadors consideren els seus inicis a principis del segle XVI durant el regnat d'Enric VIII (1491 - 1547).
Les influències literàries italianes van arribar aviat a la Gran Bretanya: la forma del sonet va ser introduïda a l'anglès per Thomas Wyatt a principis del segle XVI i va ser desenvolupada per Henry Howard, comte de Surrey, (1516/1517 - 1547), que també va introduir el vers blanc a Anglaterra, amb la seva traducció de l' Eneida de Virgili al c. 1540.
La difusió de la impremta va afectar la transmissió de literatura a Gran Bretanya i Irlanda. El primer llibre imprès en anglès, la traducció de William Caxton de Recuyell of the Historyes of Troye, es va imprimir a l'estranger el 1473, seguit de l'establiment de la primera impremta a Anglaterra el 1474.

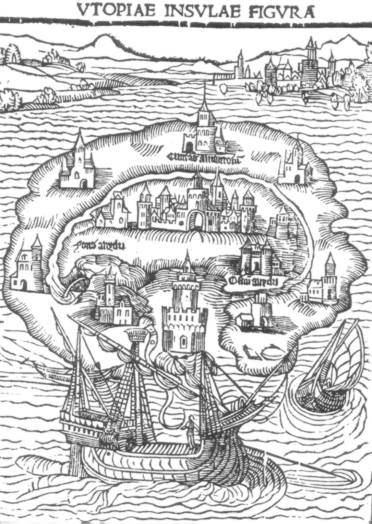
Thomas More llibre Utopia, il·lustració de l'illa imaginària, 1516

El llatí va continuar utilitzant-se com a llengua d'aprenentatge, estudi i erudició molt després que la Reforma Protestant hagués establert les llengües vernacles com a llengües litúrgiques per a les elits. Entre les obres mes rellevants del període cal destacar l'Utopia de Thomas More (1478-1535), una obra de ficció i filosofia política publicada el 1516. El llibre, que va estar escrit en llatí, és una història marc que representa principalment una societat insular fictícia i els seus costums religiosos, socials i polítics.

### Època isabelina: 1558-1603

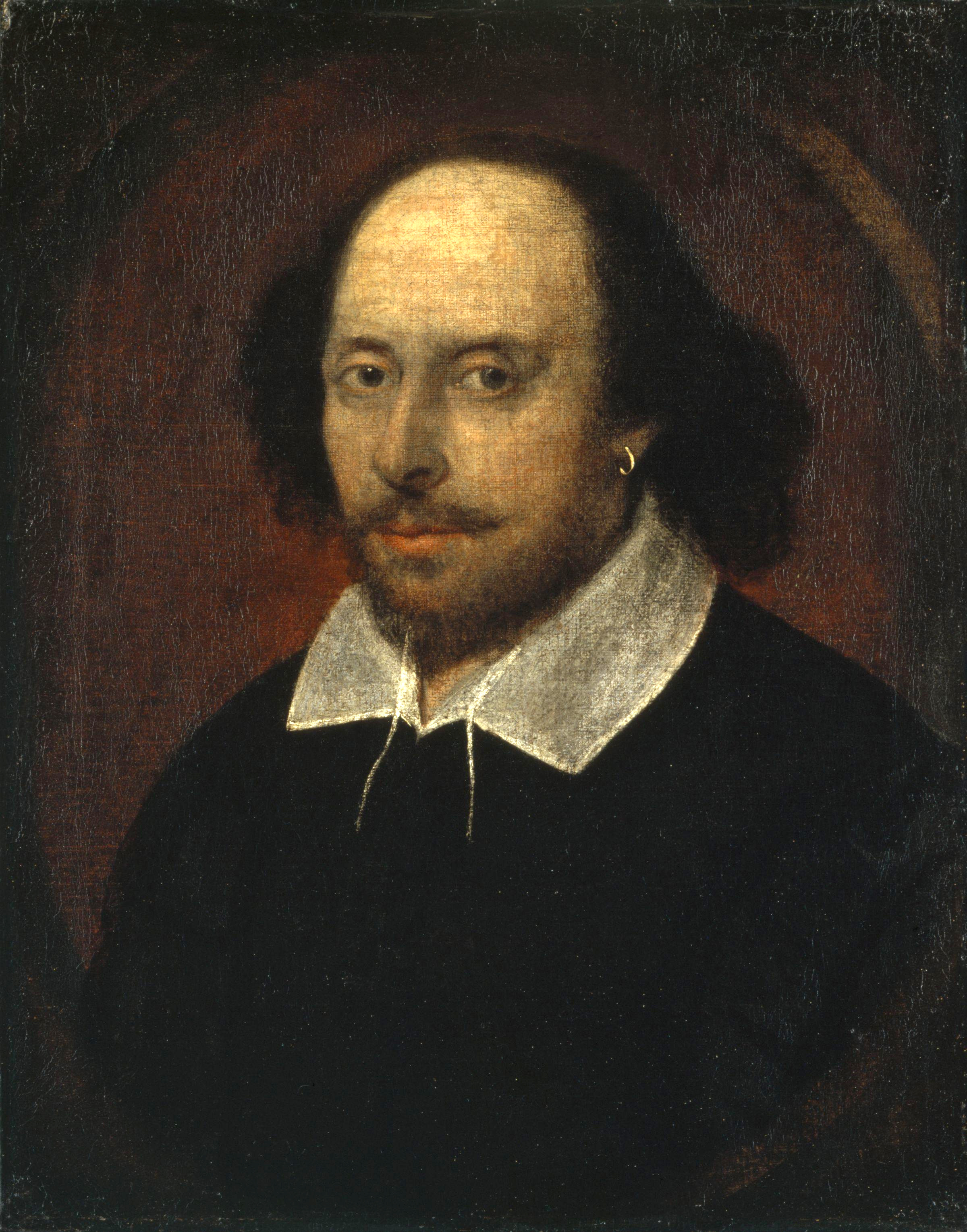
La carrera de William Shakespeare va anar a cavall entre el canvi de les dinasties Stuart iTudor, englobant la història anglesa i la emergent idea imperial del segle XVII

#### Poesia
Al final del segle xvi, la poesia anglesa va utilitzar un llenguatge elaborat i nombroses al·lusions als mites clàssics. Edmund Spenser (1555–99) va ser l'autor de La Reina Fada, un poema èpic i al·legoric fantàstic que honorava a la dinastia Tudor i Isabel I. Philip Sidney (1554-1586), poeta, cortesà i soldat va escriure: Astrophel amd Stella, The Defence of Poetry i Arcàdia. Els poemes, que es volien musicar com cançons, com les de Thomas Campion, es van popularitzar a mesura que la literatura impresa es difonia més àmpliament a les llars, com en l'Escola Madrigal Anglesa.

#### Teatre
Durant el regnat d'Elisabet I (1558-1603), i després de Jaume I (1603-25), es va produir nombrosa poesia i drama centrats en la cultura cortesana i popular de Londres. Els dramaturgs anglesos estaven fascinats pel model italià a partir d'una abundant comunitat d'actors italians que s'havia establert a Londres. El lingüista i lexicògraf John Florio (1553–1625), el pare del qual era italià, va ser tutor reial de llengua a la cort de Jaume I. Probablement. també va ser amic de William Shakespeare, i va influir en la incorporació de la cultura i llengua italianes a Anglaterra. També va ser el traductor de Montaigne a l'anglès. Les primeres obres isabelines les trobem en: Gorboduc (1561), de Thomas Sackville i Thomas Norton, i el drama de venjança de Thomas Kyd (1558-94) amb The Spanish Tragedy (1592). Aquesta darrera va ser molt popular i influent en el seu temps i va establir un nou gènere en el teatre de literatura anglesa, la venjança o la tragèdia de venjança. Jane Lumley (1537-1578) va ser la primera persona a traduir Eurípides a l'anglès. La seva traducció d'Ifigenia a Àulida és la primera obra dramàtica coneguda d'una dona en anglès.
William Shakespeare (1564-1616) sobresurt en aquest període com a poeta i dramaturg destacat. Shakespeare va escriure obres de teatre en diversos gèneres, incloses obres d'història, tragèdies, comèdies, i romanços tardans o tragicomèdies. Entre les obres escrites a l'època isabelina hi ha la comèdia La Nit de Reis, la tragèdia Hamlet i la història Enric IV, primera part.

### Època jacobea: 1603-1625

#### Teatre
La carrera de Shakespeare va continuar durant el regnat del rei Jaume I. A principis del segle xvii, va escriure les anomenades " obres de tesis ", com ara Measure for measure, així com algunes de les seves tragèdies més conegudes, inclosos el rei Lear i Antoni i Cleopatra. Les trames de les tragèdies de Shakespeare depenen sovint d'errors o defectes fatals, que anul·len l'ordre i destrueixen l'heroi i els que estima. En el seu darrer període, Shakespeare es va dedicar al romanç o a la tragicomèdia i va completar quatre obres importants, com La tempesta. Aquestes quatre obres tenen un to més greu que les comèdies dels anys 1590, però acaben amb la reconciliació i el perdó d'errors potencialment tràgics.
Altres figures importants del teatre isabelí i jacobí són Christopher Marlowe (1564-1593), Thomas Dekker (c. 1572 - 1632), John Fletcher (1579-1625) i Francis Beaumont (1584-1616). La temàtica de Marlowe és diferent de la de Shakespeare, ja que se centra més en el drama moral de l'home renaixentista. La seva obra Doctor Faustus (ca 1592) tracta d'un científic i mag que ven la seva ànima al Diable. Beaumont i Fletcher són menys coneguts, però es pot concloure que van ajudar a Shakespeare a escriure alguns dels seus millors drames que van ser populars en aquella època. La comèdia de Beaumont, The Knight of the Burning Pestle (1607), satiritza la creixent classe mitjana i sobretot els nous rics.
Després de la mort de Shakespeare, el poeta i dramaturg Ben Jonson (1572–1637) va ser la principal figura literària de l'època jacobea. L'estètica de Jonson es remunta a l'edat mitjana i els seus personatges encarnen la teoria dels humors, basada en la pràctica mèdica del moment, tot i que els tipus de literatura llatina tenien una influència similar. Les principals obres de Jonson sin Volpone (1605 o 1606) i Bartholomew Fair (1614).
Les obres de venjança, eren un estil de teatre popular d'arrel jacobea, que havia estat popularitzada anteriorment per Thomas Kyd (1558-94), i després desenvolupada per John Webster (1578-1632) al segle xvii. Les obres més famoses de Webster són The White Devil (1612) i The Duchess of Malfi (1613). Altres tragèdies de venjança les trobem en The Changeling escrita per Thomas Middleton i William Rowley.

#### Poesia

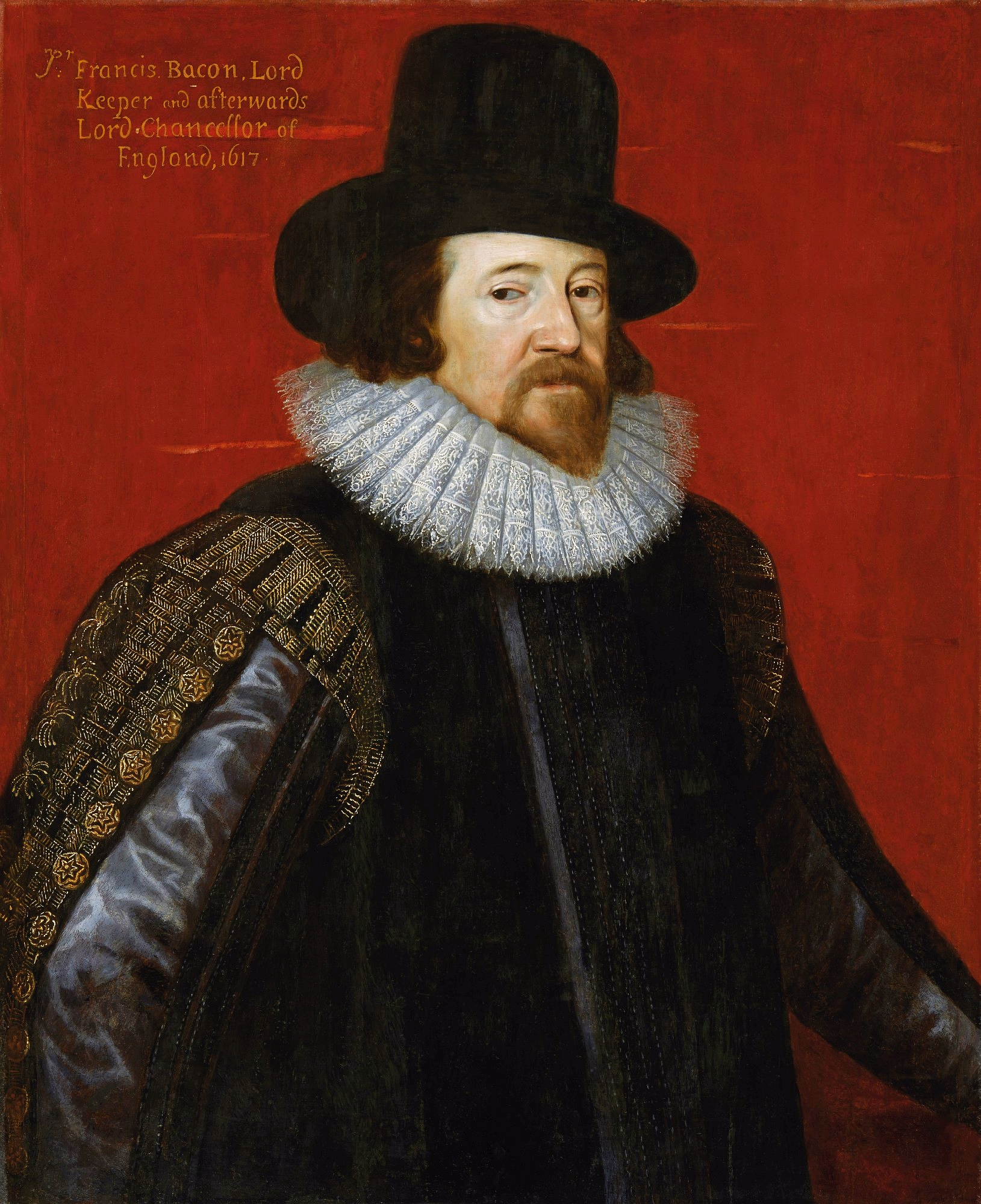
Retrat de Francis Bacon per Paulus van, I Somer (entre 1576 i 1578)

Shakespeare també va popularitzar el sonet anglès, que va fer canvis significatius en el model de Petrarca. Una col·lecció de 154 sonets, que tracten temes com el pas del temps, l'amor, la bellesa i la mortalitat, es van publicar per primera vegada a principis del 1609.
A més de Shakespeare, els principals poetes de principis del segle XVII formaven part del grup de poetes metafísics com John Donne (1572–1631) i George Herbert (1593–1633). La poesia metafísica va estar Influenciada pel barroc continental i prengué com a tema tant el misticisme com l'erotisme cristians. La poesia metafísica de Donne utilitza figures no convencionals o “poc poètiques”, com una brúixola o un mosquit, per aconseguir efectes sorpresa.
George Chapman (? 1559-? 1634) va ser un reconegut dramaturg que és recordat sobretot per la seva traducció el vers 1616 de la Ilíada i Odissea d'Homer al vers anglès. Aquesta va ser la primera traducció completa de tots dos poemes a la llengua anglesa i va tenir una profunda influència en el futur de la literatura nacional anglesa.

#### Prosa
El filòsof Francis Bacon (1561-1626) va escriure la novel·la utòpica Nova Atlantida i va concebre la frase "El coneixement és poder". Francis Godwin (1638) en The Man in the Moone relata un viatge imaginari a la lluna, per la qual cosa, des de la perspectiva actual, es considera la primera obra de ciència-ficció en la literatura anglesa.
Amb la Reforma protestant, la traducció de la litúrgia i la Bíblia a les llengües vernacles va proporcionar nous models literaris. El Llibre de l'Oració Comuna (1549) i la versió autoritzada de la Biblia del rei Jaume van tenir una gran influència. La Bíblia del rei, va ser un dels projectes de traducció més grans de la història de l'anglès fins aquell moment. Es va iniciar el 1604 i va acabar el 1611. Les traduccions bibliques a l'anglès van continuar des dels idiomes originals, començant per l'obra de William Tyndale. tenint en compte que les traduccions anteriors s'havien basat en la Vulgata. L'obra de Tyndale es va convertir en un estàndard de l'Església d'Anglaterra i alguns la consideren una de les millors obres literàries de tots els temps.

### Final del Renaixement: 1625–1660
Els poetes metafísics van continuar escrivint durant aquest període. Tant John Donne com George Herbert van morir després del 1625, però hi va haver una segona generació de poetes metafísics: Andrew Marvell (1621–1678), Thomas Traherne (1636 o 1637–1674) i Henry Vaughan (1622–1695). El seu estil era enginyós, amb presagis comparacions o metàfores descabellades o inusuals, com la comparació de l'ànima de Marvell amb una gota de rosada; o la descripció de Donne dels efectes de l'absència sobre els amants a l'acció d'un parell de brúixoles.

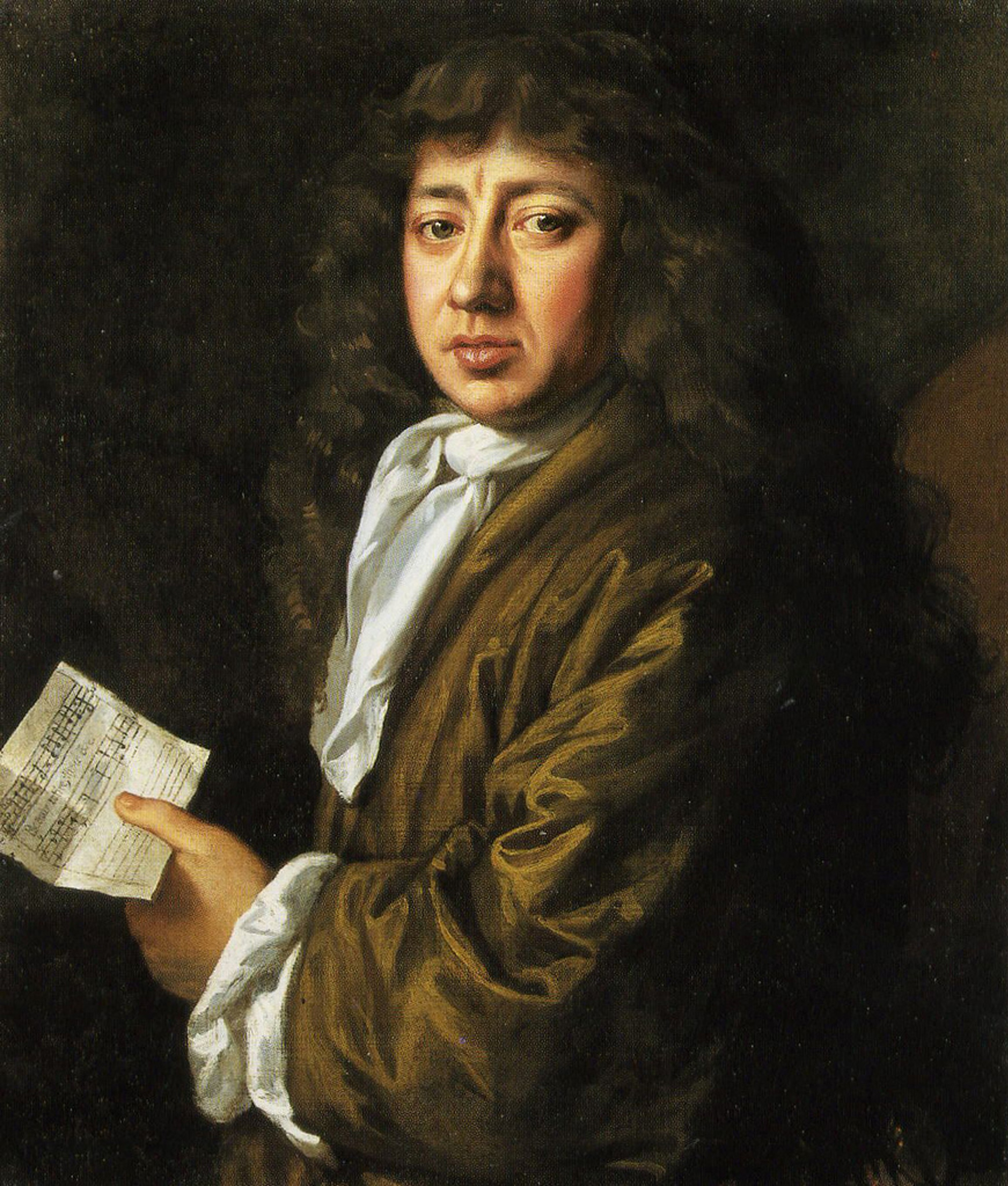
Samuel Pepys va portar el diari personal més enllà de les simples notes de transaccions comercials a l'àmbit del personal

Un altre grup important de poetes en aquesta època eren els Cavalier poets. Eren un grup d'escriptors, que provenien de les classes que donaven suport al rei Carles I (1625 a 1649 -executat- durant les Guerres de les Tres Nacions (1639–51). Els més coneguts d'aquests poetes són Robert Herrick, Richard Lovelace, Thomas Carew i John Suckling. No es tractava d'un grup formalment constituit, però tots van ser "influenciats per Ben Jonson". La majoria dels poetes Cavalier eren cortesans, amb algunes excepcions. Per exemple, Robert Herrick no era un cortesà, però el seu estil el marca com a poeta Cavalier. Les obres dels cavaliers fan ús d'al·legories i promouen al·lusions clàssiques influenciades pels autors llatins Horaci, Ciceró i Ovidi.
John Milton (1608-74) és un dels més grans poetes anglesos, que va escriure en un moment de debat religiós i convulsions polítiques. Generalment és vist com l'últim gran poeta del Renaixement anglès, tot i que els seus principals poemes èpics van ser escrits en el període de la Restauració, inclòs el El Paradís perdut (1671). Entre aquests, hi ha L'Allegro, 1631; Il Penseroso, 1634; Comus (una màscara), 1638; i Lycidas, (1638). Les seves principals obres posteriors són Paradise Regained, 1671 i Samson Agonistes, 1671. Les obres de Milton reflecteixen profundes conviccions personals, una passió per la llibertat i l'autodeterminació, amb les qüestions urgents i les turbulències polítiques del seu moment. A l'escriure en anglès, llatí i italià, va aconseguir renom internacional ja durant la seva vida. La seva cèlebre Areopagitica (1644), escrita per condemnar la censura prèvia a la publicació, es troba entre les defenses més influents i apassionades de la història de la llibertat d'expressió i la llibertat de premsa. La biografia de William Hayley el 1796 el va anomenar el "millor autor anglès", i continua sent considerat "com un dels escriptors més importants en llengua anglesa".

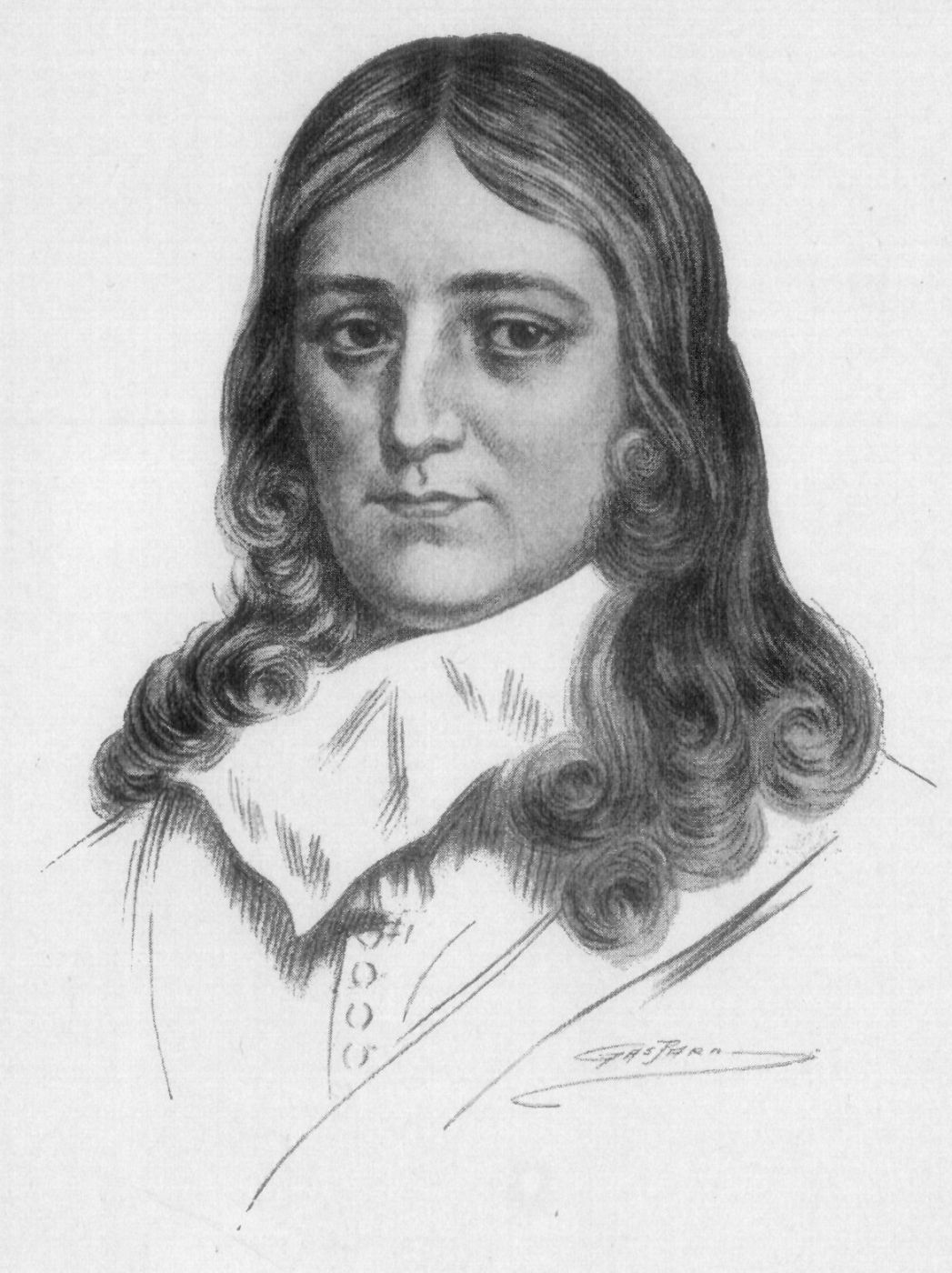
John Milton. El seu poema èpic religiós El Paradís perdut es va publicar el 1667.

La traducció de l'obra Gargantua i Pantagruel de François Rabelais a l'anglès per part de Thomas Urquhart (1611–1660) se l'ha descrit com "la traducció escocesa més gran des dels Eneados de Gavin Douglas".

## La Restauració: 1660-1700

### Teatre
La Restauració de la monarquia del 1660 va iniciar un nou impuls per a la literatura, tant en la celebració de la nova cort mundana i lúdica del rei, com la seva reacció contrària. Els teatres d'Anglaterra van tornar a obrir després d'haver estat tancats durant la protecció d'Oliver Cromwell, i el puritanisme va perdre el seu impuls. En conseqüència, la impactant Comèdia de la Restauració es va convertir en un gènere popular. Aquesta comèdia feia referència a les comèdies angleses escrites i representades durant la restauració anglesa del 1660 al 1710. A més, va permetre a les dones actuar a l'escenari per primera vegada.
La restauració de la monarquia a Irlanda va permetre a Ogilby reprendre el seu càrrec de Mestre dels Revels, i obrir el primer Teatre Royal a Dublín el 1662 a Smock Alley. El 1662 Katherine Philips va anar a Dublín on va completar una traducció de Pompée de Pierre Corneille, produïda i impresa amb gran èxit el 1663 al Smock Alley Theatre tant a Dublin com a Londres. Tot i que altres dones havien traduït o escrit drames, la seva traducció de Pompeu va obrir nous camins com la primera versió rimada d'una tragèdia francesa en anglès, i la primera obra de teatre en anglès escrita per una dona que es representava a l'escenari professional. Aphra Behn, va ser una de les dones escriptores que es coneixien del grup " The fair triunvirate of wit". Va comptar amb una nombrosa obra de teatre i se la considera com una de les primeres escriptores professionals angleses. El seu major èxit dramàtic va ser The Rover (1677).

### Poesia

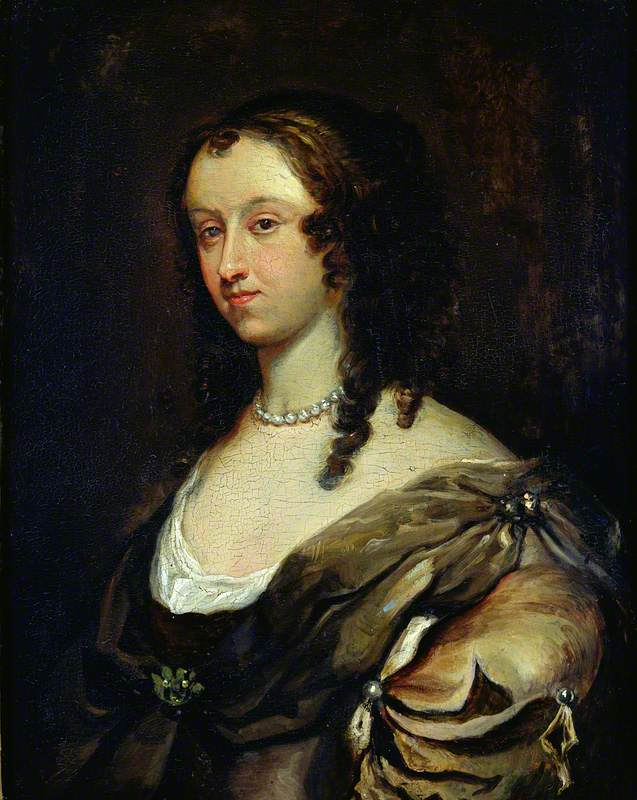
Aphra Behn retratada per Mary Beale (1633-1699)

La representació de Behn del personatge Willmore a The Rover, i la recitació poètica de recitant poesia Dorimant a The Man of Mode (1676) de George Etherege es veu com una sàtira de John Wilmot (1647-1680). Fou un poeta libertí anglès que actuava en els cercles de la cort de la Restauració. El seu contemporani Andrew Marvell el va descriure com "el millor satíric anglès", i se'l considera generalment el poeta més rellevant i erudit entre de la Restauració anglesa. Se suposa que la seva A Satyr Agains Reason and Mankind es una critica con la raó i la humanitat del racionalisme de Thomas Hobbes. L'obra poètica de Rochester varia molt en forma, gènere i contingut. "Va formar part d'una "multitud de cavallers que van escriure amb facilitat", i va continuar produint la seva poesia en manuscrits, en lloc de publicar-la. Així doncs, algunes de les obres de Rochester tracten qüestions d'actualitat, com ara sàtires d'afers cortesans en difamacions, a paròdies dels estils dels seus contemporanis, com Charles Scroope. També destaca per la seva improvisació. Voltaire, que parlava de Rochester com "l'home de geni, el gran poeta", admirava la seva sàtira per la seva "energia i foc" i va traduir algunes línies al francès per "mostrar el brillant imaginació que la seva senyoria només podia presumir".
John Dryden (1631-1700) va ser un poeta, crític literari, traductor i dramaturg anglès que va dominar la vida literària de la Restauració d'Anglaterra fins al punt que el període es va conèixer en els cercles literaris com l'Age of Dryden. Va establir la parella heròica com una forma estàndard de poesia anglesa amb sàtires d'èxit, peces religioses, faules, epigrames, elogis, pròlegs. Jugava amb el recurs; introduint el vers alexandrí i el triplet a la forma. En els seus poemes, traduccions i crítiques, van establir una dicció poètica adequada a la parella heroica. Els majors èxits de Dryden van ser els versos satírics en obres com el simulacre heroic MacFlecknoe (1682). WH Auden es va referir a ell com "el mestre de l'estil mitjà" que va ser un model per als seus contemporanis i per a bona part del segle xviii. La pèrdua considerable que va sentir la comunitat literària anglesa a la seva mort va quedar palesa per les elegies que inspirava. Alexander Pope (1688–1744) va ser fortament influït per Dryden. Sovint altres escriptors del segle xviii van ser igualment influenciats per Dryden i Pope.
Tot i que Ben Jonson havia estat un poeta lloat pel rei Jaume I a Anglaterra, no era una títol formalment reconegut com de Poeta Laureat, en l'ofici de la cort. Aquest títol va ser atribuït per primer cop per les cartes a John Dryden el 1670. Així va arribar a esdevenir una institució britànica regular.

### Prosa
Els diaris personals de John Evelyn (1620-1706) i Samuel Pepys (1633-1703) representaven la vida quotidiana i l'escena cultural de Londres de l'època. Les seves obres es troben entre les fonts primàries més importants del període de la Restauració a Anglaterra i consisteixen en testimonis presencials de molts grans esdeveniments, com la Gran Pesta de Londres (1644–5) i el Gran Incendi de Londres (1666).
La publicació de The Pilgrim's Progress (Part I: 1678; 1684) va refrendar al predicador purità John Bunyan (1628-88) com a escriptor destacat. El progrés de Pilgrim, de Bunyan, és una al·legoria de la salvació personal i una guia per a la vida cristiana. Bunyan escriu sobre com l'individu pot superar les temptacions de la ment i del cos que amenacen la condemna. El llibre està escrit en una narrativa senzilla i mostra influència tant del drama com de la biografia, i d'una consciència de la gran tradició al·legòrica que es troba en Edmund Spenser.

## Segle XVIII

### L'època augusta: 1701-1750
A finals del segle xvii i principis del XVIII (1689-1750) en la literatura anglesa es coneix com l'Epoca Augusta. Els escriptors d'aquest període "admiraven molt els seus homòlegs romans, imitaven les seves obres i sovint establien paral·lelismes entre el món contemporani i l'època de l'emperador romà August (27 dC - 14 aC) segons el cànons de la Literatura durant August. Alguns dels escriptors més importants d'aquest període van ser l'anglo-irlandès Jonathan Swift (1667–1745), William Congreve, (1670–1729), Joseph Addison (1672–1719), Richard Steele (1672–1729), Alexander Pope (1688–1744), Henry Fielding (1707–54) i Samuel Johnson (1709–84).

### 1707: naixement de la Gran Bretanya

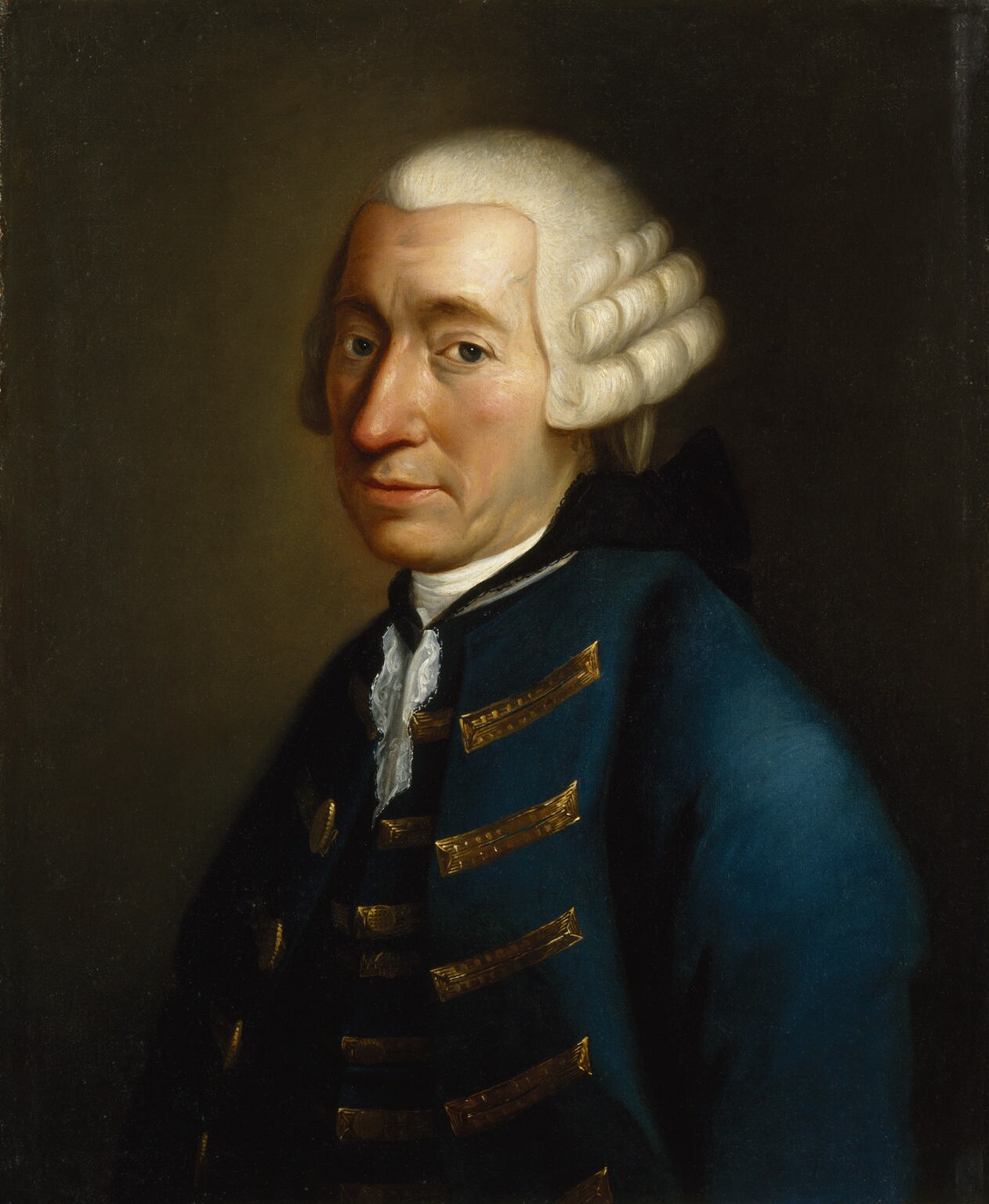
Retrat de Tobias Smollett (1721–1771) ca 1770

La Unió dels parlaments d'Escòcia i Anglaterra el 1707 per formar el Regne de Gran Bretanya i la creació d'un estat conjunt per l'Acta de la Unió (1707) van tenir poc impacte en la literatura d'Anglaterra o en la consciència nacional entre els escriptors anglesos. Amb tot, la situació a Escòcia era diferent: el desig de mantenir una identitat cultural tot aprofitant els avantatges que oferia el mercat literari anglès i la llengua comuna van conduir al que ha estat descrit com la "invenció de la literatura britànica" pels escriptors escocesos. Els escriptors anglesos, si consideraven la Gran Bretanya, tendien a suposar que només era Anglaterra. Els escriptors escocesos eren més clarament conscients del nou estat com una "amalgama cultural que comprèn més que Anglaterra"." Rule Britannia !" de James Thomson és un exemple de la defensa escocesa d'aquesta nova identitat nacional i literària. Amb la invenció de la literatura britànica es va produir el desenvolupament de les primeres novel·les britàniques, en contrast amb la novel·la anglesa del segle xviii, que va continuar tractant les preocupacions estrictament angleses en lloc d'explorar l'entorn polític, social i literari canviat. Tobias Smollett (1721–71) va ser un pioner escocès de la novel·la britànica, explorant els prejudicis inherents a la nova estructura social del país mitjançant la novel·la picaresca còmica. La seva obra The Adventures of Roderick Randon (1748) és la primera gran novel·la escrita en anglès que té un escocès com a heroi. En aquest context, les veus multinacionals representades a la narrativa s'enfronten al sentiment antiescocès, amb data de publicacíó dos anys després de la batalla de Culloden. The Expedition of Humphry Clinker (1771) reuneix personatges dels extrems de Gran Bretanya per qüestionar-se com es poden acomodar les diferències culturals i lingüístiques dins de la nova identitat britànica, i com van influir em Charles Dickens. Richard Cumberland va escriure comèdies patriòtiques que representaven personatges extrets dels "afores de l'imperi". La seva obra més popular, " The West Indian " (1771) es va representar a Amèrica del Nord i les Índies Occidentals.

### Prosa, inclosa la novel·la

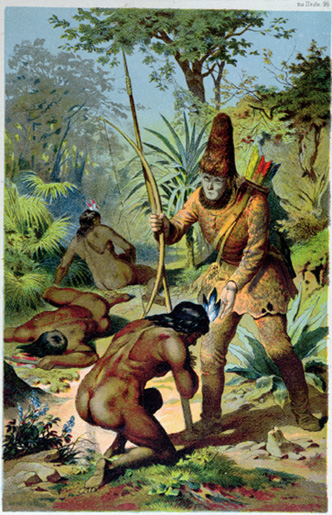
Novel·la nàutica de Daniel Defoe, Robinson Crusoe (1719) amb Crusoe sobre Divendres (home) després de ser alliberats dels canibals

En l'àmbit de la prosa, durant la primera del període, la novel·la va quedar eclipsada pel desenvolupament de l'assaig anglès. A The Spectator (1711) obra de Joseph Addison i Richard Steele, es va establir la forma de l'assaig periòdic britànic, inventant la postura de l'observador desvinculat de la vida humana que pot meditar sobre el món sense defensar-hi cap canvi específic. Tanmateix, aquest també va ser el moment en què la novel·la anglesa, que va aparèixer per primera vegada a la Restauració, es va convertir en un format artístic significatiu. Daniel Defoe va passar del periodisme, escrivint vides de criminals per a la premsa, a escriure vides criminals fictícies amb Roxana i Moll Flanders.
La novel·la anglesa com a tal es considera que té els seus orígens a través de l'obra de Robinson Crusoe (1719) i Moll Flanders (1722) de Daniel Defoe si bé, The Pilgrim's Progress (1678) de John Bunyan o Oroonoko d'Aphra Behn (1688) també són candidats a aques reconeixement. Altres principals novel·listes britànics del segle xviii són Samuel Richardson (1689–1761), autor de les novel·les epistolars Pamela o Virtue Rewarded (1740) i Clarissa (1747–48); Henry Fielding (1707–54), que va escriure Joseph Andrews (1742) i The History of Tom Jones, a Foundling (1749).
Jonathan Swift, autor de la sàtira Els viatges de Gulliver, (1726) mostra també la seva candidatura com a promotor del gènere al Regne Unit. Amb Una proposició modesta i les Drapier Letters, Swift va defensar a contracor al poble irlandès de les accions del colonialisme anglès. Això va provocar disturbis i detencions, però Swift, que no tenia cap predilecció pels catòlics irlandesos, sinó que es va mostrar indignat pels abusos que va veure.
L'autor de còmic satíric anglès William Hogarth (1697–1764) se l'ha considerat com el pioner de l'art seqüencial occidental. La seva obra va des del retrat realista fins a sèries d'imatges semblants a historietes anomenades "subjectes morals moderns". Gran part de la seva obra satiritza la política i els costums contemporanis.

### Drama
La història documentada del teatre irlandès comença almenys el 1601, amb destacats dramaturgs com William Congreve (1670-1729), un dels escriptors més interessants de comèdies de la Restauració, i autor de The Way of the World (1700) i el dramaturg, George Farquhar (? 1677–1707), The Recruiting Officer (1706). La comèdia de costums anglesa del moment fa referència a les comèdies angleses escrites i representades durant el període de la restauració del 1660 al 1710.
Els membres del drama anglo-irlandès del segle xviii el constitueixen figures com Charles Macklin (? 1699–1797) i Arthur Murphy (1727–1805).
L'època del drama augustí va acabar amb la censura establerta per la Licensing Act 1737. Després del 1737, els autors que exposéssin arguments polítics o filosòfics ja no passarien a l'escenari per poder-se guanyar la vida. Les novel·les començaren a tenir estructures dramàtiques que mostraven éssers humans normals, ja que l'etapa estava tancada per a autors professionals. Abans de la llei de 1737, el teatre era la primera opció per a molts escriptors oportunistes. Després d'aquest període ho va ser la novel·la.

### Poesia

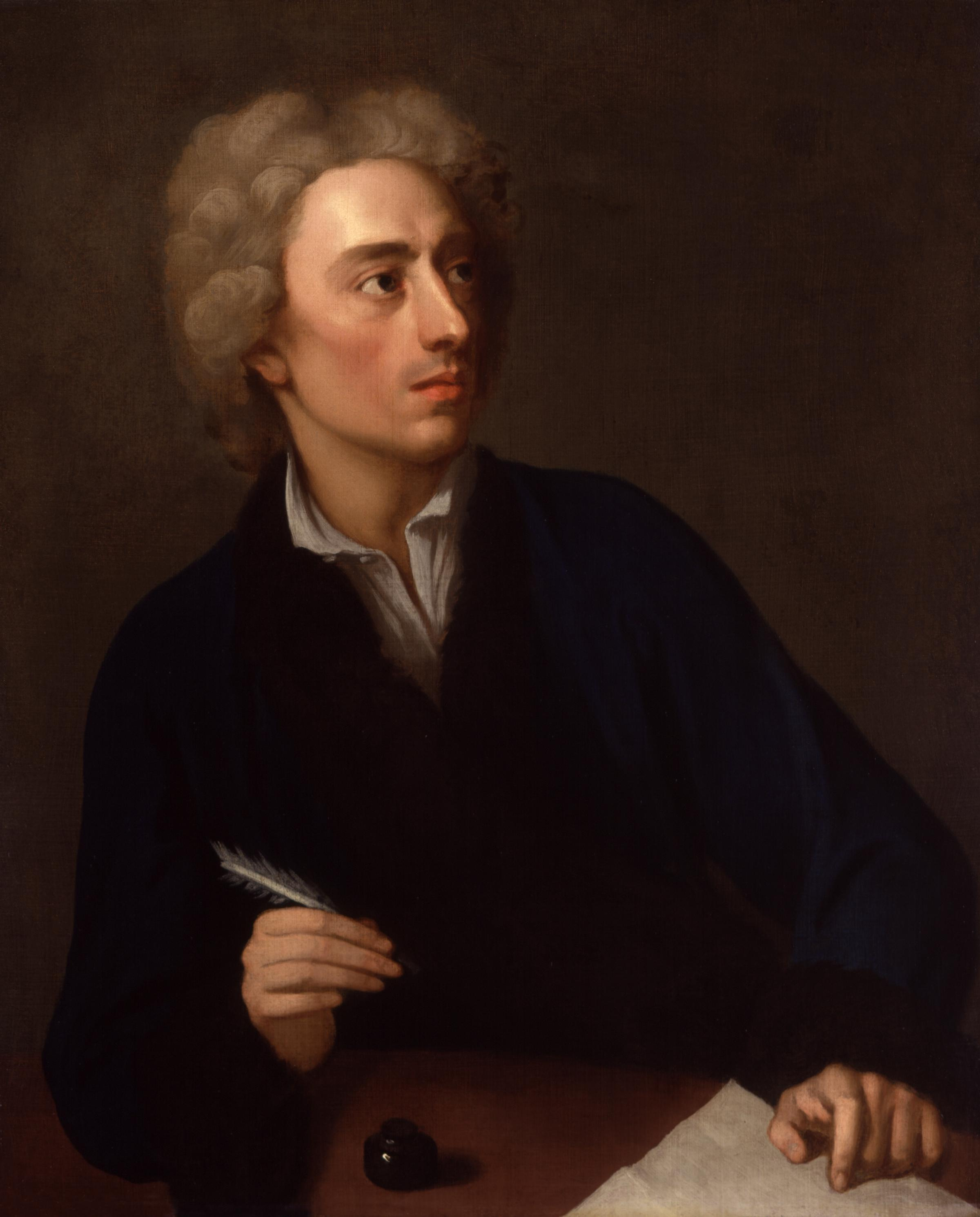
Alexander Pope (1688 – 1744) va ser el poeta anglès mes reconegut del, pintat per Michael Dahl ca 1727

El poeta més destacat de l'època és Alexander Pope (1688–1744). Entre les seves principals obres destaquen: The Rape of the Lock (1712; ampliada el 1714); una traducció de la Ilíada (1715-20); una traducció de l' Odissea (1725–26), i The Dunciad (1728; 1743). Des de la seva mort, Pope ha estat en constant revisió. La seva artificiositat, estricta prosòdia i, de vegades, la crueltat de la seva sàtira, van ser un objecte de burla per als poetes romàntics, No va ser fins als anys trenta que la seva reputació es va recuperar. Pope es considera ara la veu poètica dominant del seu segle. Un model d'elegància prosòdica, d'enginy mordaç i una força moral exigent i duradora. The Rape of the Lock i The Dunciad són obres mestres del gènere heròic-còmic.
Durant aquest temps el poeta James Thomson (1700–48) va produir la seva malenconia The Seasons (1728–30) i, Edward Young (1681–1765) va escriure el seu poema Night-Thoughts (1742).

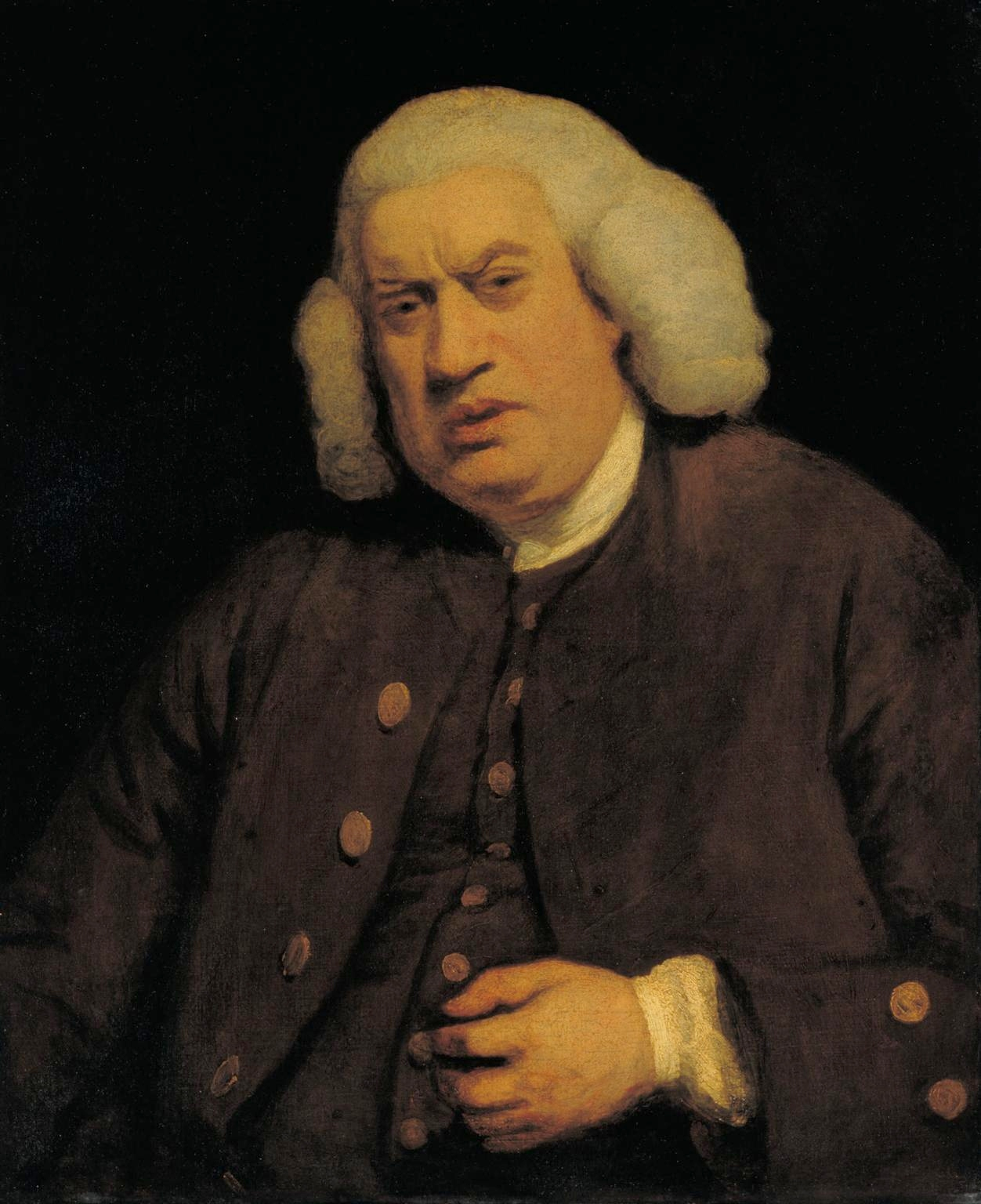
Retrat de Samuel Johnson (1772) pintat per Joshua Reynolds

Degut a les contribucions a la literatura anglesa de Samuel Johnson, a vegades el periode que comença en la segona meitat del segle xviii es coneix com "Edat de Johnson". Johnson (1709–1784), va ser un autor anglès que va crear obres com a poeta, assagista, moralista, crític literari, biògraf, editor i lexicògraf. Alguns l'han descrit com "sens dubte l'home de lletres més distingit de la història anglesa". Després de nou anys de treball, el Dictionary of the English Literature de Johnson es va publicar el 1755; i va tenir un gran impacte en l'anglès modern. Ha estat descrit com "un dels autors amb majors assoliments acadèmics". A través d'obres com el "Dictionari, la seva edició de "Shakespeare" i la seva "Lives of the Poets" en particular, va ajudar a inventar el que ara anomenem literatura anglesa.
El període que compren el segle xviii compta amb l'existència de tres grans autors irlandesos Oliver Goldsmith (1728–1774), Richard Brinsley Sheridan (1751–1816) i Laurence Sterne (1713–68). Goldsmith es va establir a Londres el 1756, on va publicar la novel·la The Vicar of Wakefield (1766), un poema pastoral The Deserted Village (1770) i dues obres de teatre: The Good-Natur'd Man 1768 i She Stoops to Conquer 1773. Sheridan va néixer a Dublín, però la seva família es va traslladar a Anglaterra a la dècada de 1750. La seva primera obra, The Rivals 1775, es va representar a Covent Garden i va tenir un èxit instantani. Va esdevenir el dramaturg londinenc més significatiu de finals del segle xviii amb obres com The School for Scandal i The Critic. Sterne va publicar la seva famosa novel·la Vida i opinions de Tristram Shandy en entregues des de 1759 i 1767.
La novel·la sentimental és un gènere que es va desenvolupar durant la segona meitat del segle xviii. Entre les novel·les sentimentals en anglès més famoses hi ha Pamela, o Virtue Rewarded (1740) de Samuel Richardson , The Vicar of Wakefield (1766), d'Oliver Goldsmith i Tristram Shandy (1759-67), de Laurence Sterne.

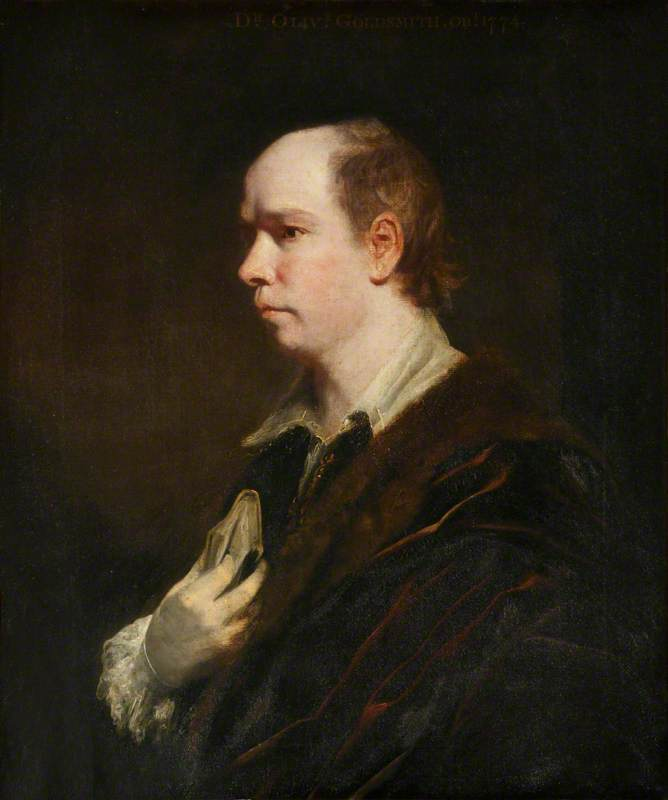
Oliver Goldsmith retratat entre 1769–70 per Joshua Reynolds

Un altre gènere nou també es va desenvolupar en aquest període. El 1778, Fanny Burney (1752-1840) va escriure Evelina, una de les primeres novel·les de costums. Les novel·les de Fanny Burney també van ser gauidides i admirades per Jane Austen.
Els poetes de cementiri eren un grup de poetes anglesos preromàntics, que escrivien a la dècada de 1740 i posterior. Les seves obres es caracteritzaven per les seves meditacions ombrívoles sobre la mortalitat, "calaveres i taüts, epitafis i cucs" en el context del cementiri. A part d'aquests temes, members posteriors hi van afegir un sentiment pel "sublim" i estrany, i l'interès per les formes poètiques angleses antigues i la poesia popular. Sovint es consideren precursors del gènere gòtic. Poetes que formen part d'aquest grup els trobem en figures com Thomas Gray (1716–71), Elegy Written in a Country Churchyard (1751); William Cowper (1731-1800); Christopher Smart (1722–71); Thomas Chatterton (1752-70); Robert Blair (1699-1746); i Edward Young (1683-1765), The Complaint or Night Thoughts on Life, Death and Immortality (1742–45).
Alguns precursors del romanticisme són els poetes James Thomson (1700-48) i James Macpherson (1736-96), la novel·la gòtica i la novel·la sentimental. Altres precursros del corrent romàtnic també van presagiar la ficció gòtica, en obres com la novel·la d'Horace Walpole de 1764 The Castle of Otranto. El gènere de ficció gòtica combina elements de terror i romanticisme. Ann Radcliffe, va ser una novelista gòtica pionera autora de The Mysteries of Udolpho (1794). Matthew Lewis, amb The Monk (1796), també es pot consdierar és un altre treball precursor rellevant dels gèneres gòtic i de terror.
James Macpherson (1736-96) va ser el primer poeta escocès a guanyar-se una reputació internacional. Afirmava haver trobat poesia escrita per l'antic bard Ossian. Va publicar traduccions que van adquirir popularitat internacional, proclamant-se com a equivalent cèltic de les epopeies clàssiques. Tant Robert Burns (1759–96) com Walter Scott (1771–1832) van estar molt influenciats pel cicle ossià.
Robert Burns (1759–1796) va ser un pioner del moviment romàntic i, després de la seva mort, es va convertir en una icona cultural a Escòcia. Entre els poemes i cançons de Burns que segueixen sent coneguts a tot el món, hi ha "Auld Lang Syne"; " A Red, Red Rose "; " A Man's A Man for A' That "; " To a Mouse "; " Tam o 'Shanter " i " Ae Fond Kiss ".

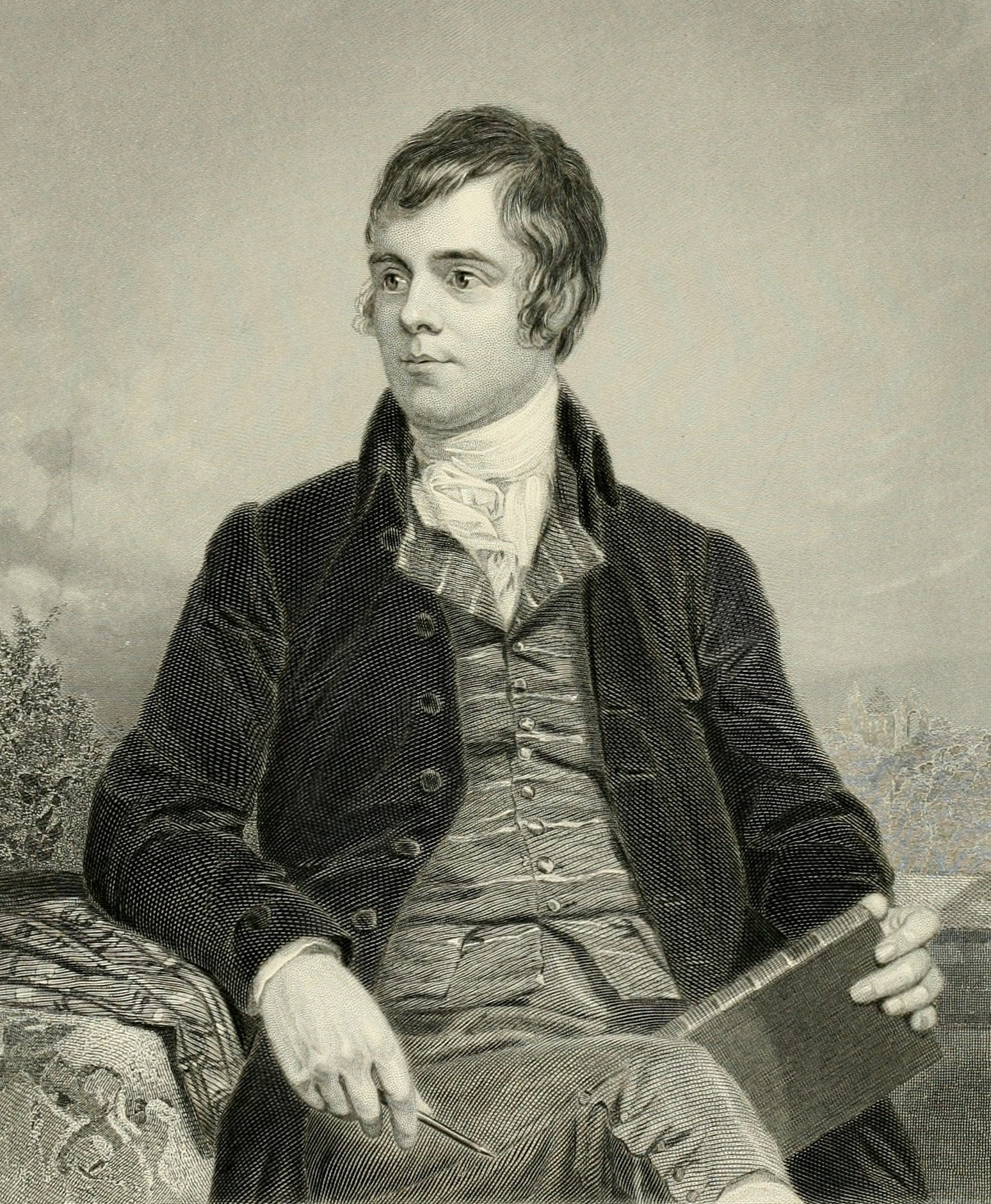
Robert Burns (1759 – 1796) va inspirar nombrosos escriptors anglesos i irlandesos

## Romanticisme: 1798–1837
El romanticisme va ser un moviment artístic, literari i intel·lectual que es va originar a Europa cap a finals del segle xviii. Es donen diverses dates per al període romàntic a la literatura britànica, però es pot prendre com a principi la publicació de Lyrical Ballads el 1798 i la coronació de la reina Victòria el 1837 com a final. William Wordsworth va viure fins al 1850 i William Blake va publicar abans del 1798. Els escriptors d'aquest període, però, "no es pensaven a si mateixos com a" romàntics ", i el terme va ser utilitzat per primera vegada pels crítics del període victorià.
El període romàntic va ser un dels canvis socials més importants a Anglaterra, a causa del despoblament del camp i del ràpid desenvolupament de les ciutats amb massa de població que hi van emigrar entre el 1785 i el 1830. Sociològica i econòmicament parlant, aquest període coincideix amb els inicis de la Revolució Industrial. Aquesta revolució va ser el resultat de dues forces convergents: la Revolució agrícola britànica, que va implicar el tancament de l'arrendament dels camps, i en va expulsar els treballadors agrícoles, i la Revolució Industrial que els va proporcionar ocupació, "a les fàbriques i que van proporcionar ma d'obra per operar per màquines accionades per vapor". De fet, el Romanticisme es pot veure en part com una reacció a la Revolució Industrial, tot i que també va ser una revolta contra les normes aristocràtiques socials i polítiques del segle de la Il·lustració, així com una reacció contra la racionalització científica de la natura. La Revolució Francesa va influir especialment en el pensament polític de molts dels poetes romàntics.
El paisatge és un element destacat en la poesia d'aquest període, de manera que els romàntics, com Wordsworth, es descriuen sovint com a "poetes de la natura". Tanmateix, els "poemes de natura" romàntics més llargs tenen una preocupació més àmplia perquè solen ser meditacions sobre "un problema emocional o una crisi personal".

### Poesia romàntica

William Blake publica The Tyger a les seves Songs of Innocence and of Experience, treball dins l'escola del Romanticisme

El poeta, pintor i gravador William Blake (1757-1827) va ser un dels primers poetes romàntics anglesos. En gran part desconnectat de les principals corrents de la literatura de l'època, Blake va ser generalment desconegut durant la seva vida, però ara es considera una figura fonamental en la història de la poesia i les arts visuals de l'època romàntica. Entre les seves obres més importants hi ha Songs of Innocence (1789) i Songs of Experience (1794) "i profecies profundes i difícils" com Visions of The Daughters of Albion (1793), El llibre d'Urizen (1794) i "Jerusalem: the Emanation of the Giant Albion" (1804–? 20).
Després de Blake, entre els primers romàntics hi trobem els Lake Poets, un petit grup d'amics que comprenen autors com William Wordsworth (1770-1850), Samuel Taylor Coleridge (1772-1834), Robert Southey (1774-1843) i el periodista Thomas De Quincey (1785) –1859). Tanmateix, en aquella època, Walter Scott (1771–1832) era el poeta més famós. Scott va aconseguir un èxit immediat amb el seu llarg poema narratiu The Lay of the Last Minstrel (1805), seguit del complet poema èpic Marmion (1808). Tots dos es van situar en un passat escocès llunyà.
Els primers poetes romàntics van aportar un nou emotivisme i introspecció, i la seva aparició ve marcada pel primer manifest romàntic de la literatura anglesa, el "Prefaci" de Lyrical Ballads (1798). Els poemes de Lyrical Ballads eren majoritàriament de Wordsworth, tot i que Coleridge va contribuir al llarg " Rime of the Ancient Mariner". Entre els poemes més importants de Wordsworth, hi ha " Michael ", " Lines Composed a Few Miles Above Tintern Abbey ", " Resolution and Independence ", " Ode: Intimations of Immortality from Recollections of Early Childhood " i el llarg i autobiogràfic epopeia The Prelude.
Robert Southey (1774–1843) va ser un altre dels anomenats " lake poets " i poeta guardonat durant 30 anys des del 1813 fins a la seva mort el 1843. Tot i que la seva fama ha estat eclipsada durant molt de temps per la dels seus contemporanis i amics William Wordsworth i Samuel Taylor Coleridge. Thomas de Quincey (1785–1859) va ser un assagista anglès, més conegut per les seves Confessions of an English Opium-Eater (1821), un relat autobiogràfic sobre el laudan i l'efecte en la seva vida.

Retrat de Mary Shelley (1797-1851) pintat per Richard Rothwell

### Segona generació
La segona generació de poetes romàntics compren autors com Lord Byron (1788-1824), Percy Bysshe Shelley (1792-1822) i John Keats (1795-1821). Byron, però, encara estava influït pels satírics del segle xviii i era, potser, el menys "romàntic" dels tres. Preferia "l'enginy brillant de Pope al que ell anomenava el" sistema poètic equivocat "dels seus contemporanis romàntics".
Tot i que John Keats compartia la política radical de Byron i Shelley, "la seva millor poesia no és política". però es destaca especialment per la seva música i imatges sensuals, juntament amb la preocupació per la bellesa material i la fugacitat de la vida. Entre les seves obres més famoses hi ha: " The Eve of St Agnes ", " La Belle Dame sans Merci ", " Ode to a Nightingale ", " To Autumn ".
Percy Bysshe Shelley, va ser conegut pels contemporanis per la seva política radical i la seva associació amb figures com Byron i Mary Wollstonecraft Shelley. Aquesta era filla dels pensadors radicals William Godwin i Mary Wollstonecraft, va ser la tercera gran poeta romàntica de la segona generació. Considerada generalment com una de les millors líriques en llengua anglesa, Shelley és potser més coneguda per poemes com Ozymandias, Ode to the West Wind, To a Skylark i Adonaïs, una elegia escrita a la mort de Keats. Mary Shelley (1797–1851) és recordada com l'autora de Frankenstein o el Prometeu modern (1818), una important novel·la gòtica, a més de ser un primer exemple de ciència-ficció.

### Altres poetes
Un altre poeta important en aquest període va ser John Clare (1793-1864). Clare era fill d'un treballador agrícola, conegut per les seves cèlebres representacions del camp anglès i el seu lament pels canvis que s'estaven produint a la zona rural d'Anglaterra.
George Crabbe (1754-1832) va ser un poeta que, durant el període romàntic, va escriure "retrats realistes de la vida rural observats de prop […] en les parelles heroiques de l'època augusta". Les obres de Crabbe comprenen els títols: The Village (1783), Poems (1807), The Borough (1810).

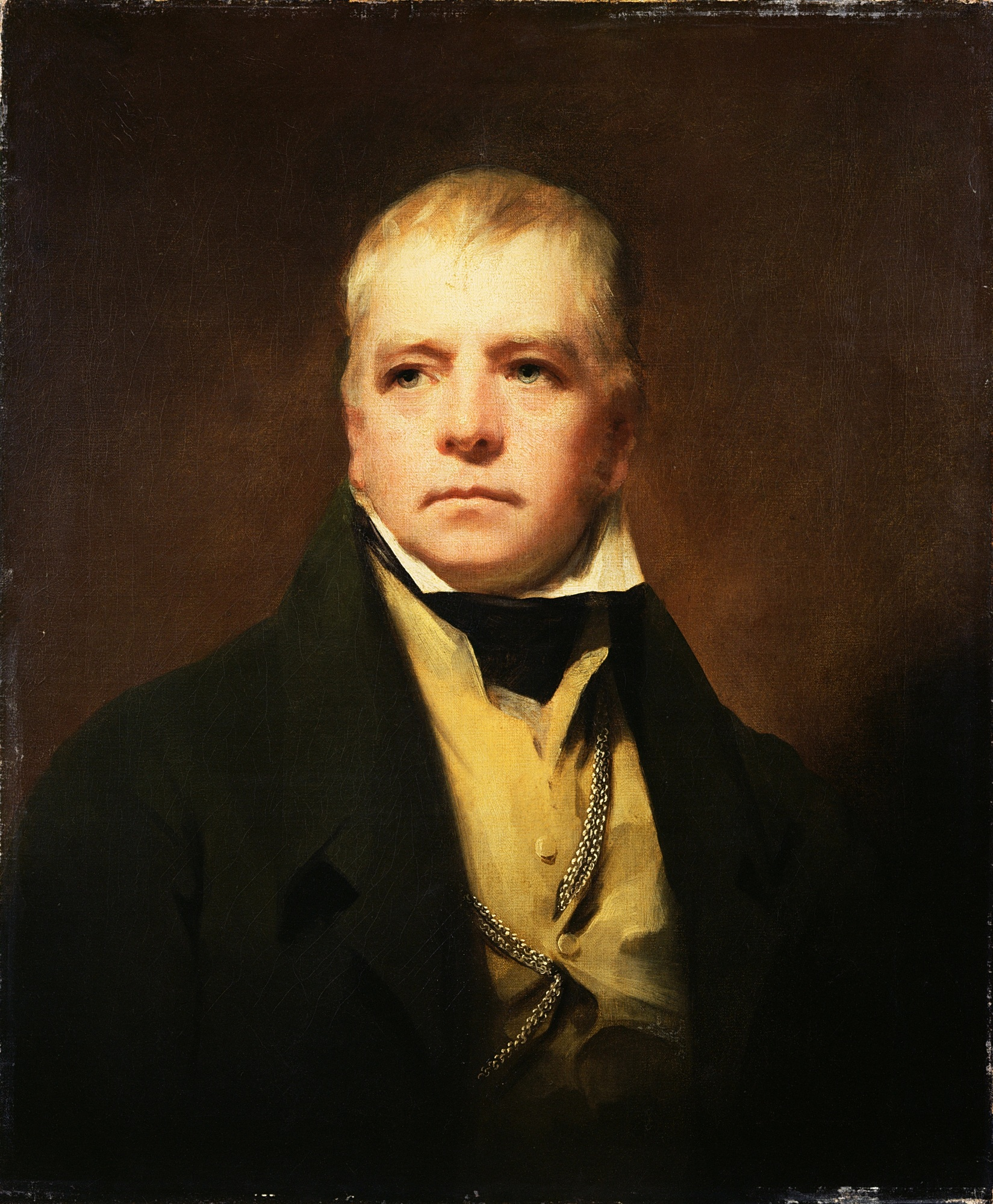
Retrat de Walter Scott (1771 - 1832), novelista i poeta pintat Henry Raeburn el 1822

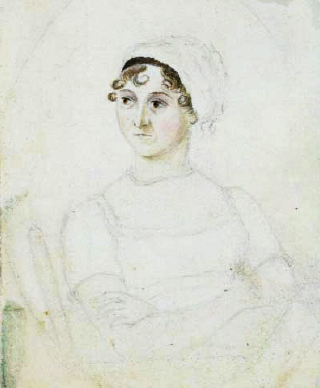
Retrat de Jane Austen en acuarela i pìnzell per Cassandra Austen, ca 1810

### Novel·la romàntica
Els principals novel·listes d'aquest període van ser Jane Austen (1775–1817) i l'escocès Walter Scott (1771–1832), mentre que es va desenvolupar la ficció gòtica de diversos tipus. Les obres d'Austen satiritzen les novel·les de sensibilitat de la segona meitat del segle xviii i formen part de la transició al realisme del segle xix. Els seus treballs mes representatius són: Orgull i prejudici (1813) Sense and Sensibility (1811), Mansfield Park (1814), Emma (1815) i Persuasió (1818).
El novel·lista britànic més important a principis de principis del segle xix va ser Walter Scott, que no només va ser un novel·lista britànic d'èxit, sinó “la major influència de la ficció al segle xix […] i una figura europea". La carrera d'escriptor de novel·les de Scott es va iniciar el 1814 amb Waverley, sovint anomenada la primera novel·la històrica, i va ser seguida per Ivanhoe. Les novel·les de Waverley, com The Antiquary, Old Mortality, The Heart of Midlothian, tenen el tema de la història escocesa com rerafons principal i es consideren com obres mestres.

## Literatura victoriana: 1832-1900

### Ficció victoriana

#### Novel·la i contes
Durant l'època victoriana (1832-1900) la novel·la es va convertir en el gènere literari líder en anglès. Les dones van tenir un paper important en aquesta creixent popularitat tant com a autores com per lectores. El fulletó mensual de sèries de ficció va afavorir aquest increment de popularitat, a causa de la combinació de l'augment de l'alfabetització, els avenços tecnològics en la impressió, i les millores promogudes per l'economia distributiva. Les biblioteques ambulants, que permetien demanar préstec de llibres mitjançant subscripció anual, van esdevenir un factor més en l'augment de la popularitat de la novel·la.

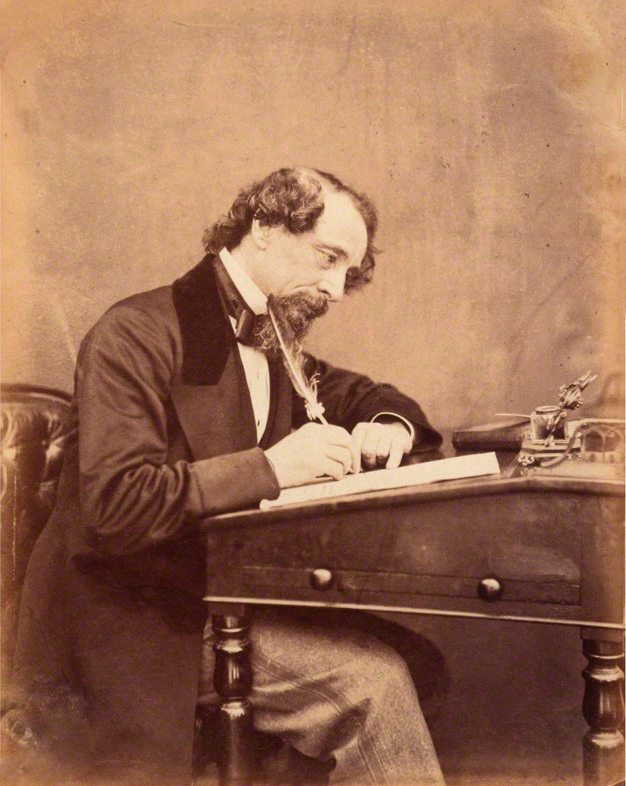
Charles Dickens (1858)

Charles Dickens (1812-70) va sorgir a l'escena literària a finals de la dècada de 1830 i aviat es va convertir probablement en el novel·lista més famós de la història de la literatura britànica. Dickens va impulsar una forta satirització de diversos aspectes de la societat, com els tallers a Oliver Twist i les debilitats del sistema judicial a El casalot. En els darrers anys, Dickens va tenir un gran reconeixement per les seves darreres novel·les com: Dombey i fill (1846–48), El casalot (1852–53) i Little Dorrit (1855–57), Grans Esperaces (1860–1), i Our Mutual Friend (1864-65). Un dels principals rivals de Dickens va ser William Makepeace Thackeray (1811–63), que durant el període victorià només va tenir una posició secundària, però que ara és molt menys llegit, i és reconegut gairebé exclusivament per Vanity Fair (1847).
Les germanes Brontë, Emily, Charlotte i Anne, van ser altres novel·listes rellevants dels anys 1840 i 1850. Les seves novel·les van causar sensació quan es van publicar per primer cop, però posteriorment van ser reconegudes com a clàssics. L'obra principal de Charlotte Brontë (1816–55) va ser Jane Eyre, que va obrir un nou camí en l'escriptura des d'una perspectiva femenina intensament en primera persona. La principal novel·la d'Emily Brontë (1818–48) va ser Cims borrascosos i, segons Juliet Gardiner, "la viva passió sexual i el poder del seu llenguatge i imatges van impressionar, desconcertar i atemorir els crítics". Anne Brontë (1820-49) la tercera germana, va publicar el 1847 Agnes Gray, on es retrata de la vida solitària d'una institutriu.
Elizabeth Gaskell (1810–65) també va ser una escriptora d'èxit amb North and South on contrasta l'estil de vida al nord industrial d'Anglaterra amb el sud més ric.
Anthony Trollope (1815–82) va ser un dels novel·listes anglesos més reeixits, prolífics i respectats de l'època victoriana. Algunes de les seves obres més estimades estan situades a l'imaginari comtat de Barsetshire, com The Warden (1855) i Barchester Towers (1857). Les novel·les de Trollope retraten la vida dels terratinents i de les classes professionals de la primera Anglaterra victoriana.
George Eliot (Mary Ann Evans (1819–80) va ser una novel·lista important del període victorià mitjà. Les seves obres, especialment Middlemarch (1871–2), són exemples importants de realisme literari, i són admirades per la seva combinació del detall de la literatura victoriana, amb una amplitud intel·lectual que elimina dels estrets límits geogràfics que sovint la representa, i que la van portat a comparacions amb Tolstoi.
George Meredith (1828–1909) serà recordat sobretot per les seves novel·les The Ordeal of Richard Feverel (1859) i The Egoist (1879). "La seva reputació va ser molt alta fins ben entrat el segle xx, però després va decaure greument".
Les novel·les de Thomas Hardy (1840–1928) mostren un interès per les qüestions rurals i la situació social i econòmica canviant del camp. El realisme victorià, segons la tradició de George Eliot, també va resultar influït per les seves novel·les, així com la poesia del romanticisme, especialment per William Wordsworth. Va guanyar fama com a autor de novel·les com, Far from the Madding Crowd (1874), The Mayor of Casterbridge (1886), Tess of the d'Urbervilles (1891) i Jude the Obscure (1895).
Un altre novel·lista rellevant de finals del segle xix és George Gissing (1857-1903), que va publicar 23 novel·les entre 1880 i 1903. La seva novel·la més coneguda és New Grub Street (1891). També a finals de la dècada de 1890 es va publicar la primera novel·la de l'immigrant polonès Joseph Conrad (1857-1924), un important precursor de corrent modernista anglosaxó. El cor de les tenebres de Conrad es va publicar el 1899.
Durant aquest període es donen els primers exemples europeus de contes publicats per separat entre 1790 i 1810, tot i que les primeres col·leccions reals de contes van aparèixer entre 1810 i 1830 a diversos països al voltant del mateix període. Els primers relats breus al Regne Unit van ser contes gòtics com la narrativa de Richard Cumberland amb "The Poisoner of Montremos" (1791). Alguns novel·listes principals com Walter Scott i Charles Dickens també van escriure algunes històries curtes.

#### Ficció

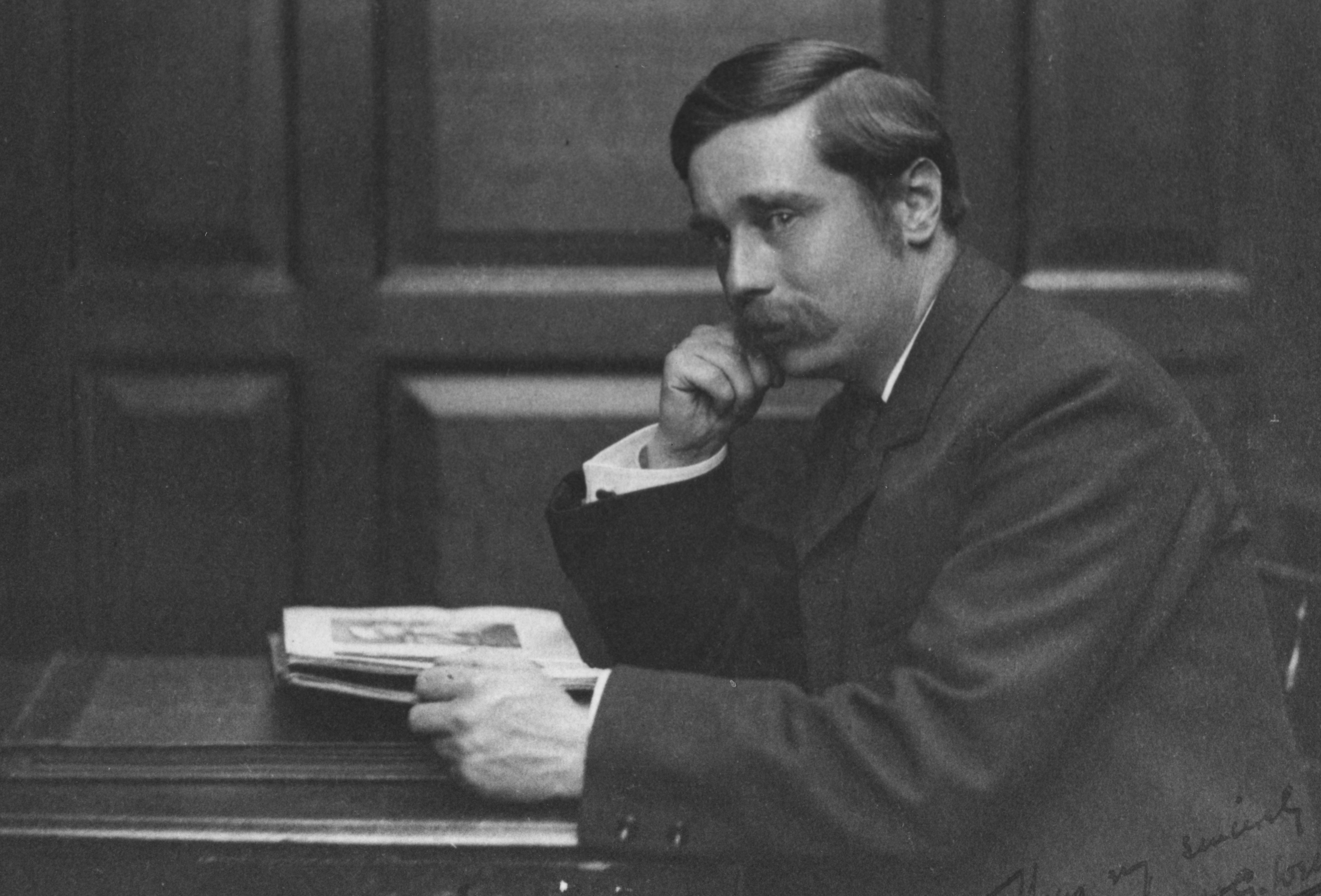
Fotografia de HG Wells presa Frederick Hollyer (1890)

En aquesta època es van produir importants fets en la novel·la de gènere. Les novel·les d'aventures eren populars, com el relat descriptiu de John Barrow el 1831 sobre el Motí del Bounty. Les històries del Món Perdut es van inspirar en històries reals de descobriments arqueològics d'aventurers de l'Imperi Britànic. Henry Rider Haggard va escriure una de les primeres propostes: Les mines del rei Salomó, el 1885. Les polítiques i maniobres diplomàtiques europees contemporànies van informar les novel·les ruritanes d 'aventures d'Anthony Hope amb El presoner de Zenda (1894). Robert Louis Stevenson (1850-94) també va escriure obres d'aquest gènere, com Kidnapped (1886), una novel·la històrica que es va desenvolupar després de la Rebel·lió jacobita de 1745 i L'illa del tresor (1883), l'aventura clàssica de la pirateria marítima.
La novel·la epistolar de Wilkie Collins The Moonstone (1868) es considera generalment la primera novel·la de ficció detectivesca en llengua anglesa. Poc després Arthur Conan Doyle va començar la seva sèrie d'obres sobre Sherlock Holmes,un "detectiu consultor" amb seu a Londres. Doyle va escriure quatre novel·les i cinquanta-sis relats curts amb Holmes, des del 1880 fins al 1907, amb un cas final el 1914.
La carrera de l'escriptor HG Wells (1866–1946) va començar a la dècada de 1890 amb novel·les de ciència-ficció com La guerra dels mons (1898) que descriu una invasió de l'anglaterra victoriana tardana perpetrada per marcians.Wells és considerat, juntament amb el francès Jules Verne (1828). –1905),com la figura més important en el desenvolupament del gènere de ciència-ficció.
La història de la literatura fantàstica moderna comença amb George MacDonald, l'influent autor de The Princess and the Goblin, i Phantastes (1858). William Morris va ser un popular poeta anglès que també va escriure diverses novel·les fantàstiques durant la segona part del segle xix. La ficció sobre literatura vampírica va començar amb " El vampir (1819) " de John William Polidori. Aquest relat es va inspirar en la vida de Lord Byron i el seu poema The Giaour. L'escriptor irlandès Bram Stoker va ser l'autor de l'obra de terror Dràcula (1897) amb l'antagonista principal el vampir Comte Dràcula.
En aquesta època van sorgir els Penny dreadful que van ser unes publicacions alternatives a les obres habituals que anaven dirigides a adolescents de la classe treballadora, presentant a l'infame Sweeney Todd. El principal escriptor de contes de fantasmes del segle xix va ser l'irlandès Sheridan Le Fanu.

#### Literatura infantil
La literatura infantil es va desenvolupar com un gènere diferenciat durant l'època victoriana i algunes obres es van fer internacionalment conegudes, com l'obra de Lewis Carroll, Les aventures d'Alícia al país de les meravelles (1865). A la fi del segle xix, l'autora i il·lustradora Beatrix Potter era coneguda pels seus llibres infantils, que comptaven amb personatges d'animals, inclòs The Tale of Peter Rabbit (1902). En els darrers anys del segle xix, els precursors del llibre il·lustrat modern eren llibres il·lustrats de poemes i contes produïts pels il·lustradors com Randolph Caldecott, Walter Crane i Kate Greenaway. Aquests tenien una proporció més gran d'imatges que paraules que els llibres anteriors, i moltes de les seves imatges eren en color. Vice Versa (1882) de F. Anstey, veu com un pare i un fill intercanvien cossos. els intercanvis corporals han estat un tema popular en diversos mitjans de comunicació des que es va publicar aquest llibre.

### Poesia victoriana
Els principals poetes durant el període victorià van ser Alfred Tennyson (1809–1892), Robert Browning (1812–89), Elizabeth Barrett Browning (1806–61) i Matthew Arnold (1822–88). La poesia d'aquest període va estar fortament influenciada pels romàntics, però també va prendre les seves pròpies direccions. Particularment notable va ser el desenvolupament del monòleg dramàtic, una forma utilitzada per molts poetes en aquest període, però perfeccionada per Browning.
Tennyson va ser poeta laureat del Regne Unit durant gran part del regnat de la reina Victòria. TS Eliot el va descriure com "el més gran mestre de la mètrica i de la malenconia" i com "la millor oida de qualsevol poeta anglès des de Milton ".
Elizabeth Barrett Browning era l'esposa de Robert Browning, tot i que havia establert la seva reputació com a gran poetessa abans de conèixer-lo. La seva obra més famosa és la seqüència de 44 sonets " Sonnets from the Portuguese " publicats a Poems (1850). La reputació de Matthew Arnold com a poeta ha disminuït en els darrers anys i ara se'l recorda sobretot per les seves obres crítiques, com Culture and Anarchy (1869), i el seu poema " Dover Beach " de 1867.

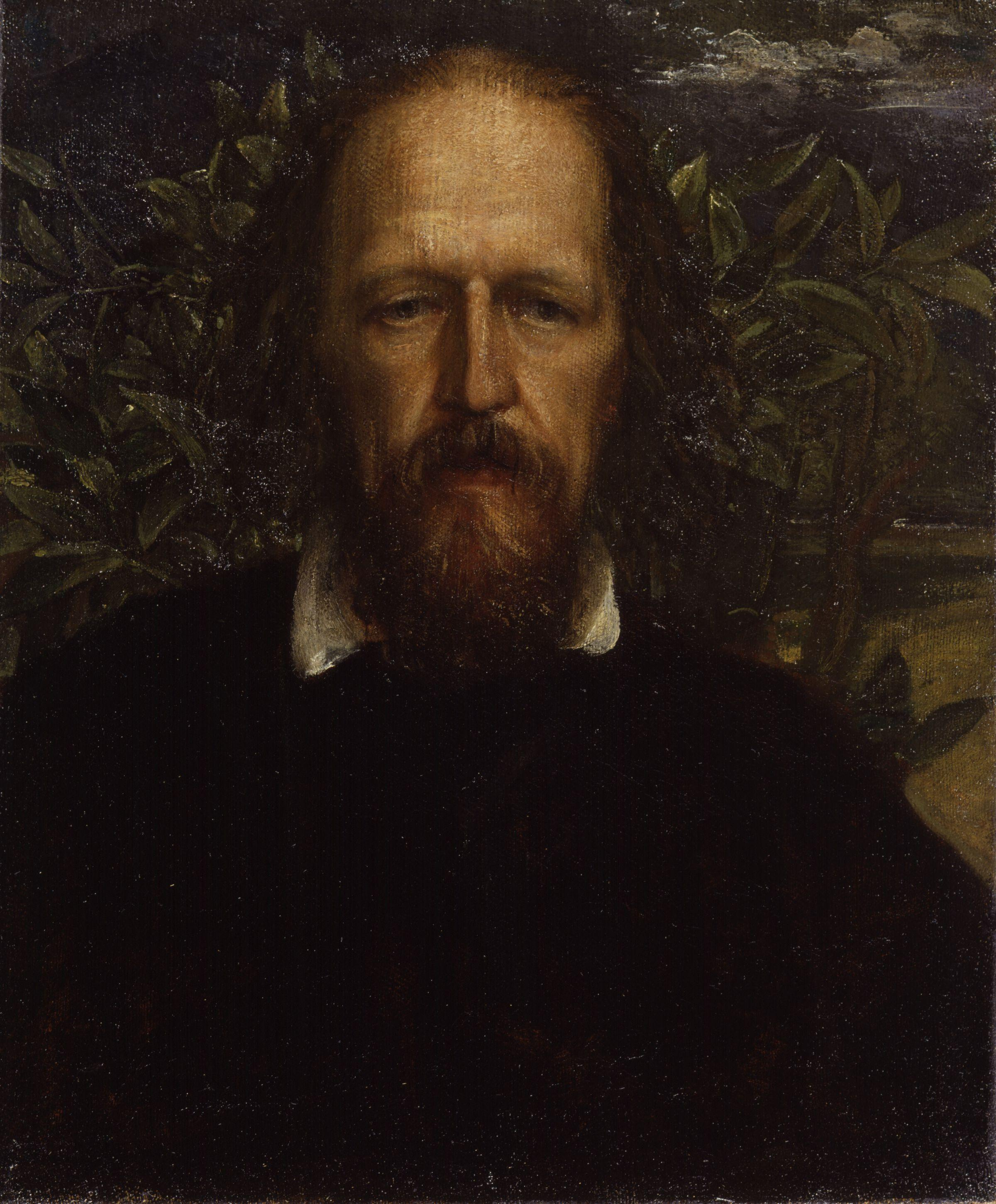
Alfred, Lord Tennyson pintat per George Frederic Watts, ca 1863-1864)

Dante Gabriel Rossetti (1828–1882) va ser poeta, il·lustrador, pintor i traductor. Fundà la el moviment Prerafaelita el 1848 amb William Holman Hunt i John Everett Millais. Posteriorment va ser el principal inspirador per a una segona generació d'artistes i escriptors influenciats pel moviment, sobretot William Morris i EdwardColey Burne-Jones.
Arthur Clough (1819–61) era una figura menor d'aquesta època, però se l'ha descrit com “un bon poeta amb uns experiments amb l'ampliació de llenguatge literari i els temes que s'avançaven al seu temps”. Al mateix temps, George Meredith (1828–1909) és recordat per la seva innovadora col·lecció de poemes Modern Love (1862).
A la segona meitat del segle, els poetes anglesos van començar a interessar-se pel simbolisme francès. A la dècada de 1890 van sorgir dues escoles: els poetes del Yellow Bookque es van adherir als principis de l'esteticisme, com Algernon Charles Swinburne, Oscar Wilde i Arthur Symons, i e grup Rhymers 'Club', del quan en formaven part Ernest Dowson, Lionel Johnson i l'irlandès William Butler Yeats. Yeats va passar a ser un modernista important al segle xx. També a la dècada de 1890, AE Housman (1859-1936) va publicar a càrrec seu A Shropshire Lad. L'evocació melancòlica dels poemes de joves condemnats al camp anglès, amb un llenguatge planer i imatges distintives, agradava fortament al gust victorià i eduardià tardà.
El nonsense vers d'Edward Lear, juntament amb les novel·les i poemes de Lewis Carroll, es considera un precursor del surrealisme. El 1846, Lear va publicar A Book of Nonsense, una obra que va passar per tres edicions i va ajudar a popularitzar aquesta gènere literàri..
Entre els escriptors de versos còmics hi havia el dramaturg, llibretista, poeta i il·lustrador WS Gilbert (1836–1911), que és més conegut per les seves catorze òperes còmiques produïdes per Gilbert i Sullivan amb el compositor Arthur Sullivan, de les quals destaquen HMS Pinafore, The Pirates of Penzance i una de les obres més representades de la història del teatre musical, The Mikado.

### Drama victorià

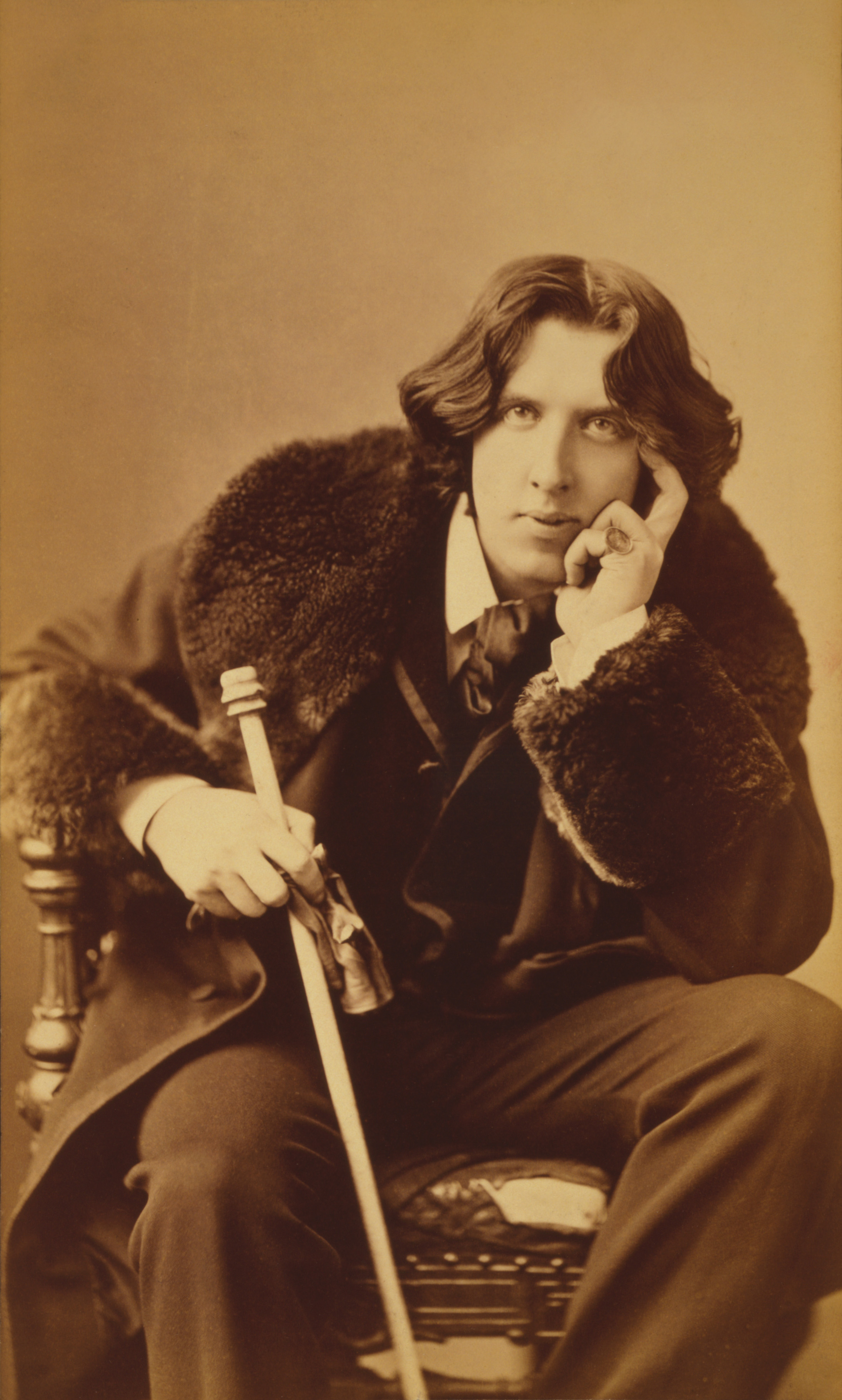
Retrat d'Oscar Wilde per Napeoleon Sarony ca. 1882

Durant bona part de la primera meitat del segle xix, el teatre a Londres i provincia estava restringit per un sistema de llicències a les companyies de patents teatrals, i tots els altres teatres només podien representar entreteniments musicals. L'aprovació de la Llei de teatres de 1843 va eliminar el monopoli del drama dels teatres de patents.
El dramaturg irlandès Dion Boucicault (1820–90) va ser un escriptor de comèdies molt popular que va assolir l'èxit a l'escenari londinenc amb obres com London Assurance, (1841), a mitjan segle xix. Tanmateix, el drama no va assolir importància com a gènere fins a finals del segle xix i, aleshores, les principals figures també van ser d'origen irlandès. A la darrera dècada del segle van sorgir grans dramaturgs, com George Bernard Shaw (1856-1950), Arms and the Man (1894), i Oscar Wilde (1854-1900), La importància de ser Frank (1895). Aquests escriptors irlandesos van viure principalment a Anglaterra i van escriure en anglès, a excepció d'algunes obres en francès de Wilde.

## Segle XX
L'any 1922 va marcar un canvi significatiu en la relació entre Gran Bretanya i Irlanda. Es crearia l'Estat Lliure d'Irlanda predominantment catòlic, mentre que la Irlanda del Nord predominantment protestant va continuar formant part del Regne Unit. Aquesta separació també va conduir a debatre sobre qüestions com fins a quin punt l'escriptura irlandesa anterior al 1922 s'havia de tractar com una literatura colonial. També hi ha qui es qüestiona si la literatura d'Irlanda del Nord és irlandesa o britànica. Els moviments nacionalistes a Gran Bretanya, especialment a Gal·les i Escòcia, també van influir significativament en els escriptors dels segles XX i XXI.

### Modernisme i impuls cultural: 1901-1945
A partir de 1910 el moviment modernista anglosaxó va començar a influir en la literatura britànica. Si bé els seus predecessors victorians normalment havien estat feliços en satisfer el gust de la classe mitjana, els escriptors del segle XX sovint se sentien alienats, de manera que van respondre escrivint obres intel·lectualment més desafiants o empenyent els límits dels continguts acceptables.

#### Primera Guerra Mundial

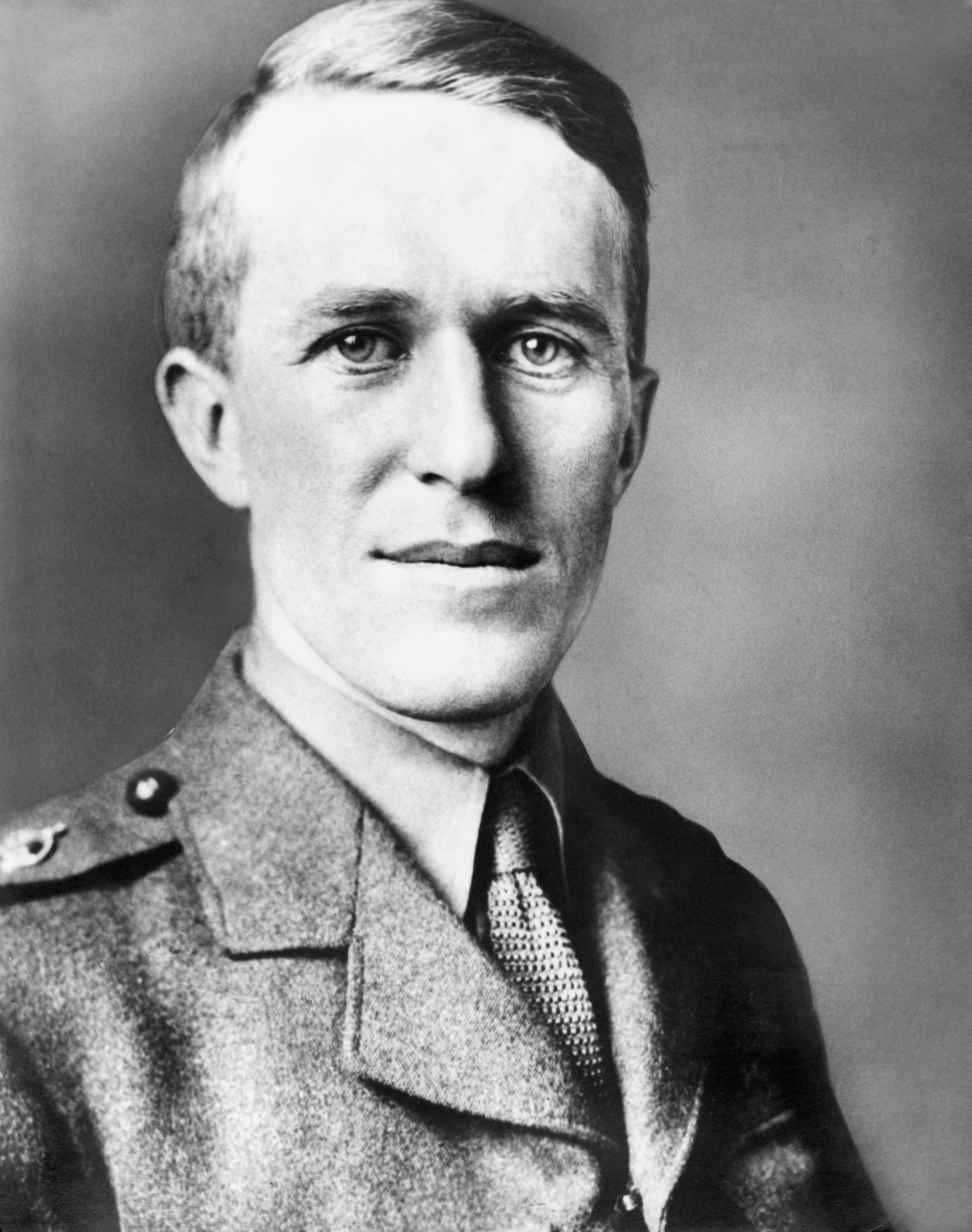
T.E. Lawrence foto de l'Exèrcit Britànic el 1918

Les experiències de la Primera Guerra Mundial van reflectir en l'obra de poetes de guerra com Wilfred Owen, Rupert Brooke, Isaac Rosenberg, Robert Graves i Siegfried Sassoon. El poema èpic In Parenthesis, de David Jones publicat per primera vegada el 1937, és una obra notable de la literatura de la Primera Guerra Mundial, influïda per les tradicions gal·leses, tot i que Jones va néixer a Anglaterra. En prosa de no ficció cal destacar l'important el relat autobiogràfic de Thomas Edward Lawrence (Lawrence d'Aràbia) a Seven Pillars of Wisdom sobre la rebel·líó àrab contra l'Imperi Otomà.

#### Poesia: 1901-1945

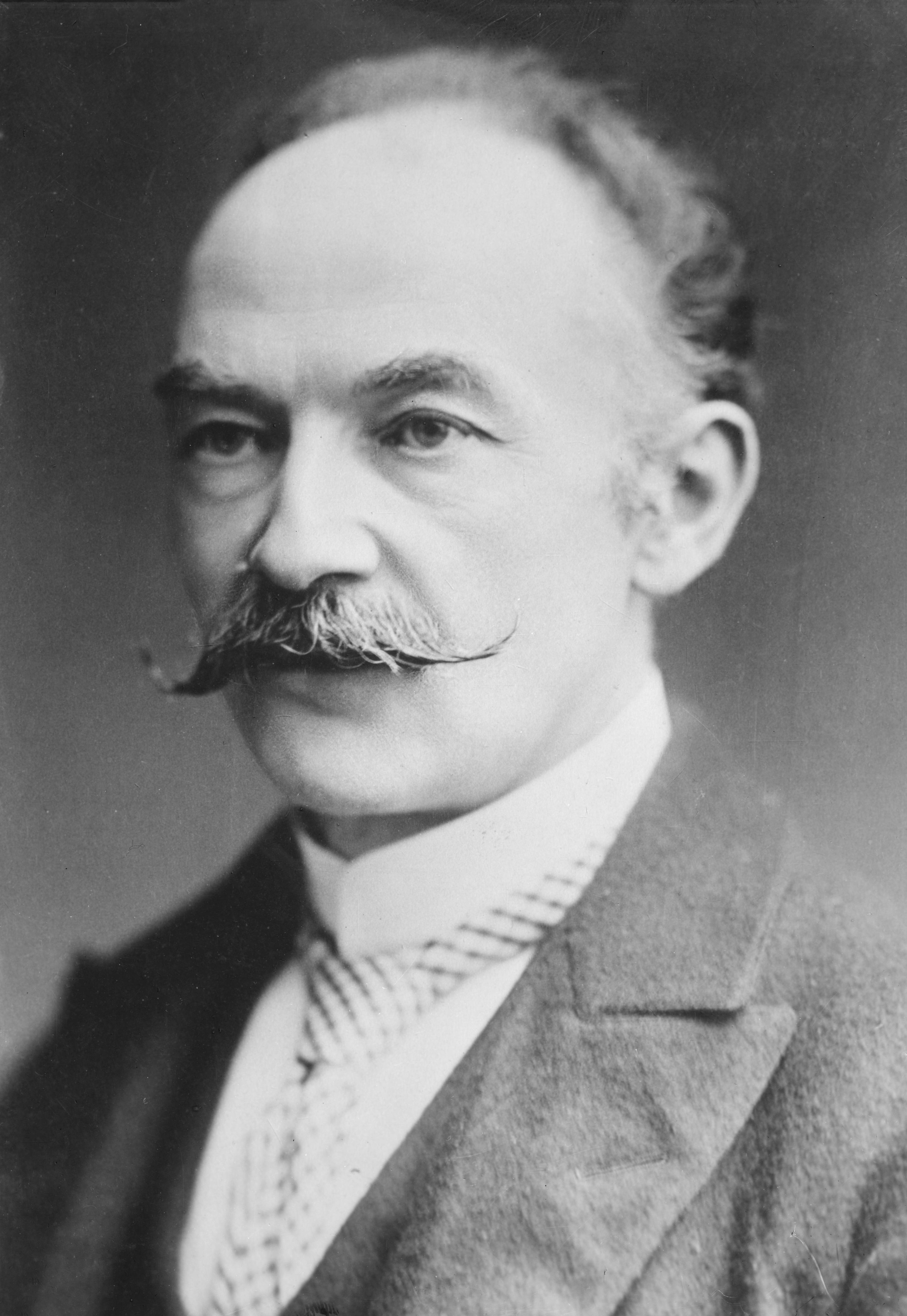
Imatge de Thomas Hardy ca. 1810-1815

Dos poetes victorians que van publicar poc al segle xix, Thomas Hardy (1840–1928) i Gerard Manley Hopkins (1844–89), han estat considerats des de llavors com els poetes més importants. Si bé Hardy va establir la seva reputació amb la novel·la a finals del segle xix també va escriure poesia al llarg de la seva carrera. Tanmateix, no va publicar la seva primera col·lecció fins al 1898, de manera que acostuma a ser tractat com un poeta del segle xx. Els poemes de Gerard Manley Hopkins van ser publicats pòstumament el 1918 per Robert Bridges.
El vers lliure i altres innovacions estilístiques van arribar al primer pla en aquesta època, amb la qual TS Eliot i Ezra Pound s'hi van associar especialment. TS Eliot (1888-1965) va néixer nord-americà però va emigrar a Anglaterra el 1914. Va ser "sens dubte el poeta en anglès més important del segle XX". Va produir alguns dels poemes més coneguts en llengua anglesa, com The Waste Land (1922) i Four Quartets (1935–1942).
Els poetes georgians com Rupert Brooke, Walter de la Mare (1873–1956) i John Masefield (1878–1967, van mantenir un enfocament més conservador de la poesia combinant romanticisme, sentimentalisme i hedonisme. Edward Thomas (1878-1917) de vegades és tractat també com a poeta georgià.
Als anys 30, el grup Auden, de vegades anomenat simplement poetes dels anys trenta, era un important grup d'escriptors políticament d'esquerres, que incloïa WH Auden (1907–73) i dos escriptors anglo-irlandesos: Cecil Day-Lewis (1904–72) i Louis MacNeice (1907-1963). Auden va tenir una influència similar en la poesia que WB Yeats i TS Eliot havien tingut en les generacions anteriors.
Keith Douglas (1920–1944) va destacar per la seva poesia bèl·lica durant la Segona Guerra Mundial i les seves iròniques memòries de la Campanya del Desert Occidental, Alamein to Zem Zem. Va ser assassinat en acció durant la invasió de Normandia. Alun Lewis (1915-1944), nascut al sud de Gal·les, va ser un dels poetes en llengua anglesa més coneguts de la guerra La Segona Guerra Mundial serà un tema rellevant de la literatura britànica.

#### Novel·la modernista

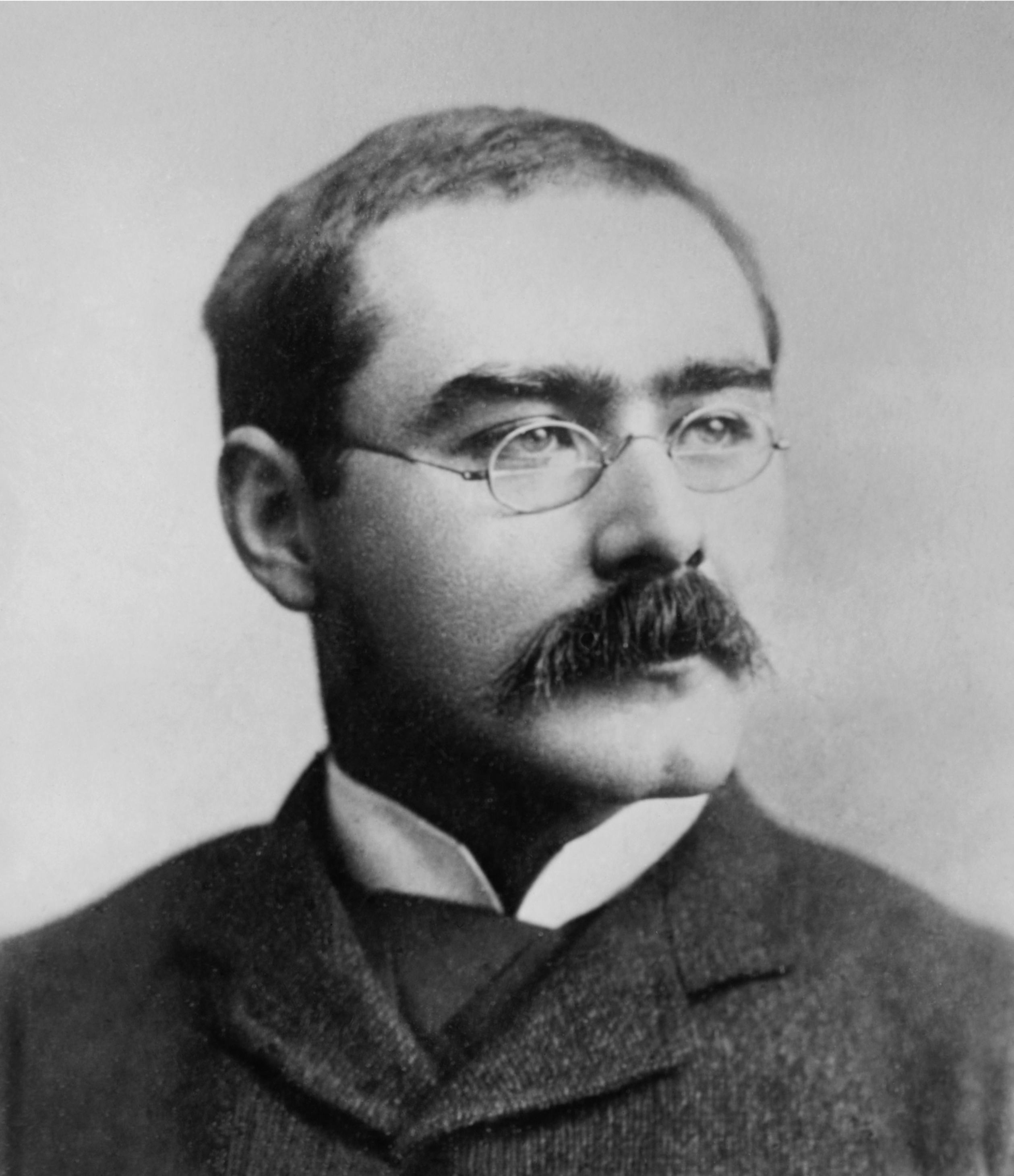
Rudyard Kipling imatge del 1899

Tot i que el modernisme es convertiria en un important moviment literari a les primeres dècades del nou segle, també hi havia molts escriptors excel·lents que, com Thomas Hardy, no eren modernistes. Entre els novel·listes hi podem trobar a: Rudyard Kipling (1865–1936), que també va ser un poeta d'èxit; H.G. Wells (1866-1946); John Galsworthy (1867-1933) -Premi Nobel de literatura, 1932-, amb l'èxit com la The Forsyte Saga (1906–21); Arnold Bennett (1867-1931) autor de The Old Wives 'Tale (1908); G. K. Chesterton (1874-1936), o E. M. Forster (1879-1970). L'escriptor britànic més popular dels primers anys del segle xx va ser, sens dubte, Rudyard Kipling, un escriptor molt versàtil de novel·les, contes i poemes, i fins al moment el guanyador més jove del Premi Nobel de literatura (1907).
HG Wells va ser un autor molt prolífic que, actualment, és més conegut pel seu treball en el gènere de ciència-ficció. Entre les seves obres de ciència-ficció més destacades s'inclouen La guerra dels mons i La màquina del temps, escrita a la dècada de 1890. En A Passage to India (1924) Forster, reflectia els desafiaments a l'imperialisme, mentre que les seves obres anteriors com A Room with a View (1908) i Howards End (1910), examinaven les restriccions i la hipocresia de la societat eduardiana a Anglaterra.

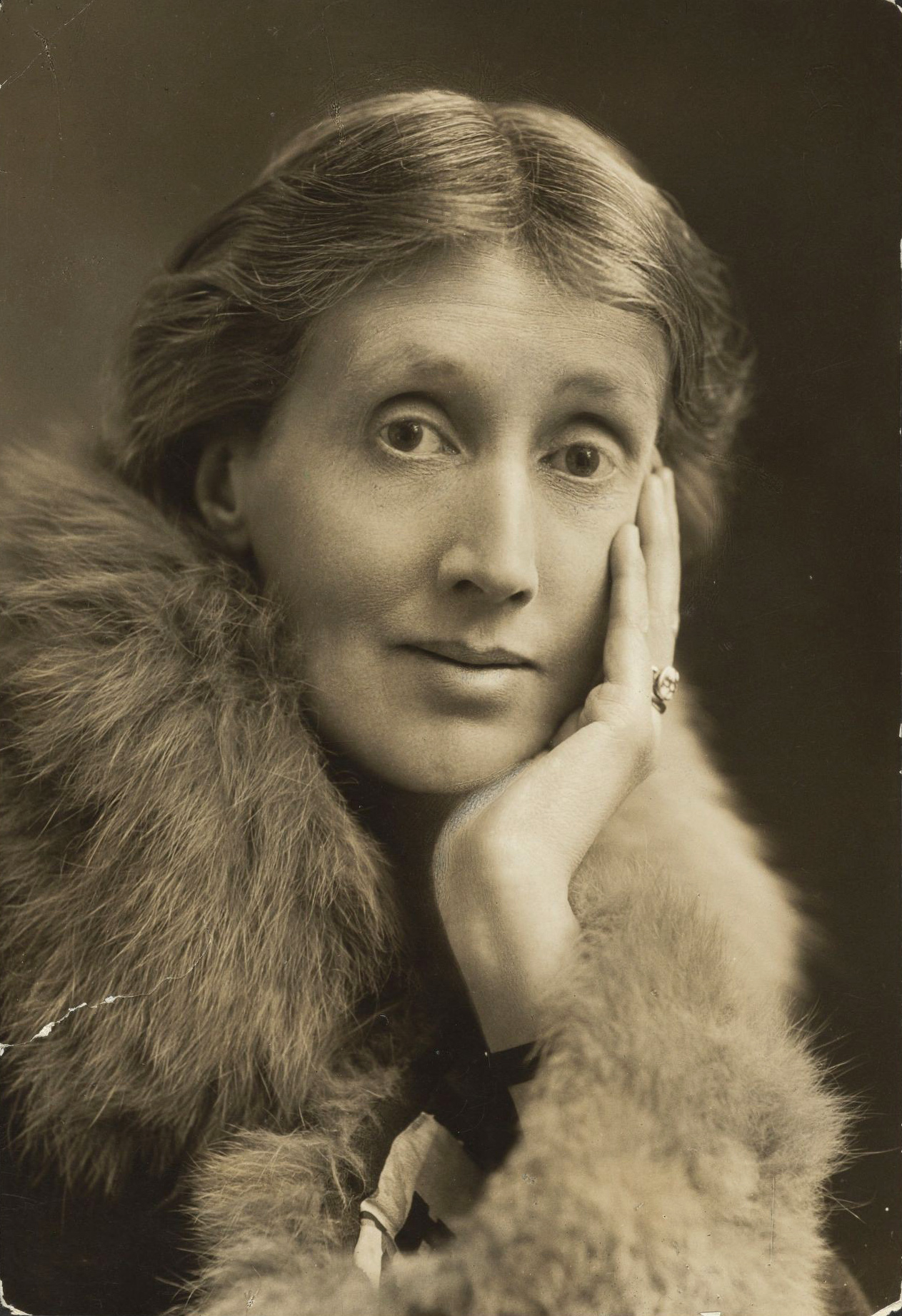
Virginia Woolf el 1927

Virginia Woolf va ser una feminista influent i una important innovadora estilística associada a la tècnica del corrent de consciència. que va escriure entre els anys vint i trenta. Entre les seves novel·les cal destacar Mrs. Dalloway (1925) i Les Ones (1931) i Una cambra pròpia (1929), que conté el seu famós dictamen; "Una dona ha de tenir diners i una habitació pròpia si vol escriure ficció". Woolf i EM Forster eren membres del Grup de Bloomsbury, un grup molt influent d'escriptors, intel·lectuals, filòsofs i artistes anglesos.
Una altra modernista primerenca va ser Dorothy Richardson (1873–1957), la novel·la de la qual Pointed Roof (1915) és un dels primers exemples de la tècnica corrent de consciència. DH Lawrence (1885–1930), va escriure sobre la vida social de les classes mitjanes i baixes, i la vida personal d'aquells que no podien adaptar-se a les normes socials del seu temps. Fills i amants (1913), és àmpliament considerat com la seva primera obra mestra. Li seguí The Rainbow (1915) i la seva seqüela Dones enamorades publicada el 1920.
La tradició de les novel·les de la classe treballadora que realment van ser escrites per escriptors que tenien una formació obrera també va començar als anys trenta i quaranta.
Les obres de George Orwell com a assagista i novel·lista es consideren importants comentaris socials i polítics del segle xx, que tracten temes com la pobresa a The Road to Wigan Pier (1937). A la dècada de 1940, les seves sàtires del totalitarisme inclouen La rebel·lió dels animals (1945). Malcolm Lowry va publicar als anys trenta, però és més conegut per Sota el volcà (1947). Evelyn Waugh satiritzaria sobre les "coses joves i brillants" dels anys vint i trenta, sobretot a A Handful of Dust i Decline and Fall, mentre que Retorn a Brideshead (1945), té una base teològica, amb l'objectiu d'examinar l'efecte de la gràcia divina sobre els seus personatges principals. Aldous Huxley (1894–1963) va publicar la seva famosa distòpia Un món feliç el 1932, el mateix any que John Cowper Powys treia A Glastonbury Romance. El 1938 es va publicar la primera novel·la important Brighton Rock de Graham Greene (1904-91).

### Modernisme tardà: 1946-2000
Alguna crítica exposa que el modernisme acabava cap al 1939, pel que fa a la literatura anglesa, "La contrvèrsia de que (si) el modernisme es va extingir i va començar el postmodernisme es la mateixa controvèrsia quan es va produir la transició de l'època victoriana al modernisme". De fet, una sèrie de modernistes encara vivien i publicaven als anys 50 i 1960, com TS Eliot, Dorothy Richardson i John Cowper Powys. A més, el poeta de Northumberland Basil Bunting, nascut el 1901, va publicar Briggflatts cap al 1965.

#### Novel·la
El 1947 Malcolm Lowry va publicar Sota el volcà. La sàtira del totalitarisme de George Orwell, 1984, es va publicar el 1949. Com assagista i novel·lista, les obres d'Orwell són importants comentaris socials i polítics del segle xx. La trilogia d'Evelyn Waugh Sword of Honor (1952–61) sobre la Segona Guerra Mundial es va publicar en aquest període.
Les obres de Graham Greene abasten els anys trenta i vuitanta. Es va convertir al catolicisme i les seves novel·les exploren les qüestions morals i polítiques ambivalents del món modern. Altres novel·listes que van escriure als anys cinquanta i posteriors van ser: Anthony Powell, A Dance to the Music of Time.El premi Nobel William Golding, la filòsofa anglo-irlandesa Iris Murdoch, escriptora de novel·les sobre les relacions sexuals, la moral i el poder de l'inconscient, i la novel·lista escocesa Muriel Spark, The Prime of Miss Jean Brodie (1961) són altres exponents d'aquest periode. Anthony Burgess és especialment recordat per la seva novel·la distòpica La taronja mecànica (1962). Mervyn Peake (1911–68) va publicar la seva trilogia Gormenghast de fantasia gòtica entre 1946 i 1959. Angela Carter (1940-1992) va ser una novel·lista i periodista, coneguda pel seu feminisme i el seu realisme màgic, alhora que les seves obres de picaresca, amb una producció dentre els anys seixanta fins als vuitanta del segle xx.
Salman Rushdie és un dels escriptors posteriors a la Segona Guerra Mundial de les antigues colònies britàniques que s'establiren definitivament a Gran Bretanya. Rushdie va aconseguir la fama amb Els fills de la mitjanit (1981). La seva novel·la més controvertida Els versos satànics (1989) es va inspirar en part en la vida de Mahoma.

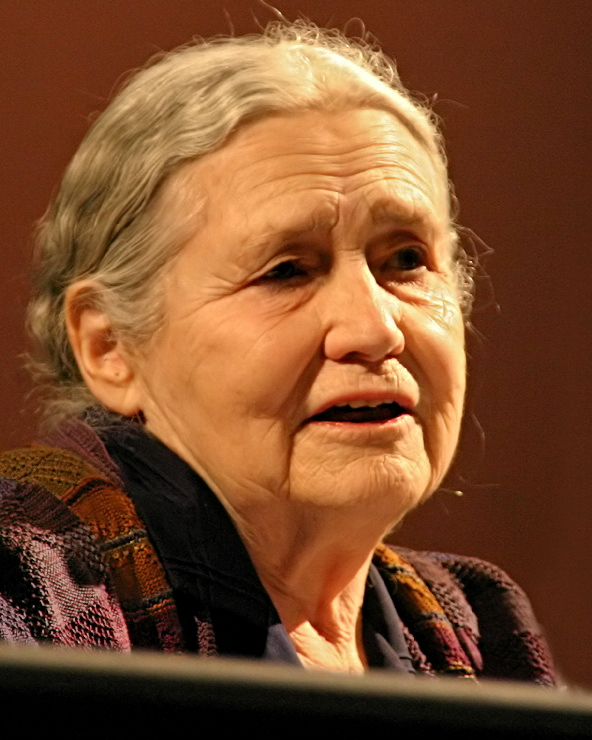
Doris Lessing, al Festival de literatura de Colònia (2006)

Doris Lessing, de Rhodèsia del Sud (ara Zimbabwe), va publicar la seva primera novel·la The Grass is Singing el 1950, després d'immigrar a Anglaterra. Inicialment va escriure sobre les seves experiències africanes. Lessing aviat es va convertir en una presència dominant en l'escena literària anglesa, publicant amb freqüència, i va guanyar el premi Nobel de literatura el 2007. VS Naipaul (1932–) va ser un altre immigrant, nascut a Trinitat, que va guanyar el premi Nobel de literatura. També de les Antilles és George Lamming (1927–) que va escriure In the Castle of my Skin (1953), mentre que del Pakistan va venir Hanif Kureshi (1954–), dramaturg, guionista, cineasta, novel·lista i guionista de contes. El guanyador del premi Nobel 2017 Kazuo Ishiguro (1954–)va néixer al Japó, però els seus pares van emigrar a Gran Bretanya quan tenia sis anys, i es va convertir en un ciutadà britànic ja adult. Martin Amis (1949) és un dels novel·listes britànics més destacats de finals del segle XX i principis del segle xxi. Pat Barker (1943–) ha guanyat molts premis per la seva ficció. El novel·lista i guionista anglès Ian McEwan (1948–) és també un escriptor molt apreciat.

#### Teatre

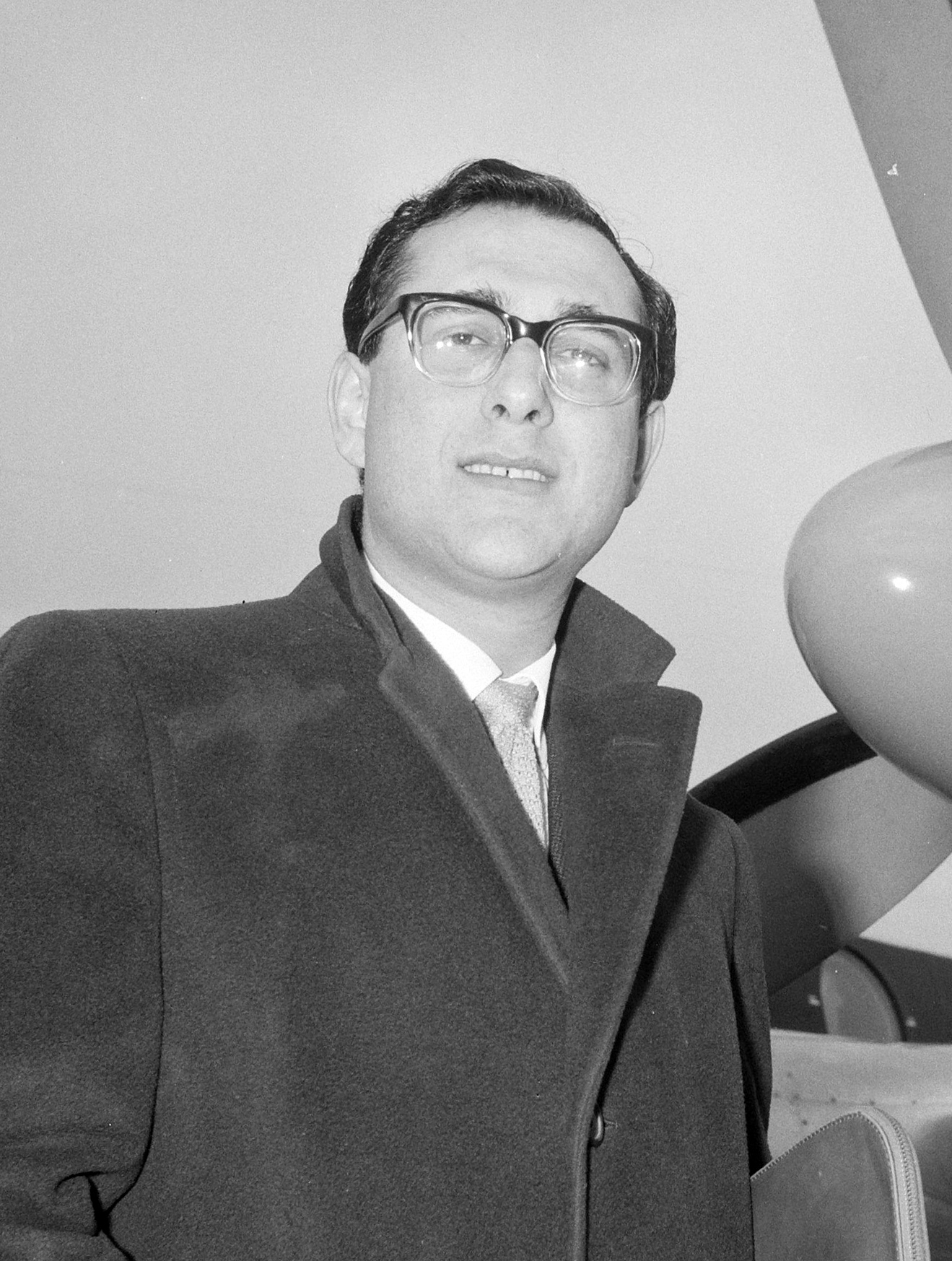
Harold Pinter (1962)

Un important moviment cultural del teatre britànic que es va desenvolupar a finals dels anys cinquanta i principis dels seixanta va ser el Retrat de la classe obrera o Kitchen Sink Drama. amb obres d'art, novel·les, el cinema i la televisió. El terme homes joves enfadats (Angry Young Men) se solia aplicar als membres d'aquest moviment artístic. Aquest grup va utilitzar un estil de realisme social que representava la vida domèstica de la classe treballadora per explorar-ne qüestions socials i polítiques. Les obres de saló típiques de dramaturgs com Terence Rattigan i Noël Coward, van ser confrontades a la dècada de 1950 per aquests Angry Young Men, en peces com Look Back in Anger (1956) de John Osborne.
De nou a la dècada de 1950, el Teatre de l'absurd va afectar profundament els dramaturgs britànics, especialment l'obra Tot esperant Godot de l'Samuel Beckett. Entre els més influenciats cal esmentar Harold Pinter (1930-2008), (The Birthday Party, 1958) i Tom Stoppard (1937) -) (Rosencrantz and Guildenstern are Dead, 1966).
La Theatres Act del 1968 va abolir el sistema de censura que existia a Gran Bretanya des del 1737. Les noves llibertats de l 'escena londinenca van ser provades per The Romans in Britain de Howard Brenton, que es va representar per primera vegada al Royal National Theatre durant el 1980 i, posteriorment, va ser el focus d'una acusació privada fallida el 1982.
Durant els anys cinquanta i seixanta, molts dramaturgs britànics importants van començar la seva carrera professionalment a la BBC, o van tenir obres adaptades per a la ràdio. Així trobem a.Caryl Churchill i Tom Stoppard, la "primera producció professional dels quals va ser al programa Just Before Midnight de quinze minuts a la ràdio BBC, que va mostrar als nous dramaturgs". John Mortimer va debutar a la ràdio com a dramaturg el 1955, amb l'adaptació de la seva pròpia novel·la Like Men Betrayed per al programa Light de la BBC. Altres dramaturgs radiofònics destacats van ser Brendan Behan, d'Irlanda, i la novel·lista Angela Carter.
Entre les obres més famoses creades per a la ràdio, hi ha Under Milk Wood de Dylan Thomas (1954), All That Fall de Samuel Beckett (1957), A Slight Ache de Harold Pinter (1959) i A Man for All Seasons de Robert Bolt (1954).

#### Poesia

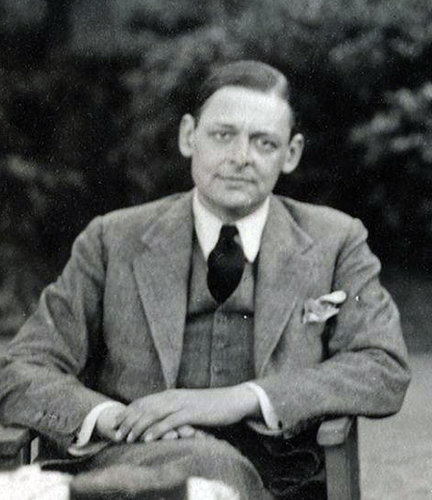
Thomas Stearns ('T.S.') Eliot per Ottoline Morrell (1934)

Mentre els poetes TS Eliot, WH Auden i Dylan Thomas encara publicaven després del 1945, nous poetes van començar la seva carrera als anys cinquanta i seixanta, com Philip Larkin (1922-85) (The Whitsun Weddings, 1964) i Ted Hughes (1930-98) (The Hawk in the Rain, 1957). Irlanda del Nord ha donat nombrosos poetes rellevants. El més famós i guanyador del premi Nobel va ser Seamus Heaney. No obstant això, Heaney es considerava irlandès i no britànic. Derek Mahon, Paul Muldoon, James Fenton, Michael Longley i Medbh McGuckian son altres poetes destacats d'Irlanda del Nord.
Als anys seixanta i setanta, la poesia marciana tenia com a objectiu trencar el control "familiar", descrivint les coses corrents de manera poc convencional, com, per exemple, a través dels ulls d'un marcià. Els poetes relacionats amb ella són Craig Raine i Christopher Reid. Martin Amis, un novel·lista important a final del segle XIX i començament del XX, va portar a la ficció aquest impuls per fer estrany el familiar. Un altre moviment literari d'aquest període va ser el British Poetry Revival, una àmplia col·lecció d'agrupacions i subgrups que abasta la representació poètica, el so i la poesia concreta. Entre els principals poetes associats a aquest moviment hi trobem a JH Prynne, Eric Mottram, Tom Raworth, Denise Riley i Lee Harwood. Va trobar la reacció del grup més conservador anomenat " The Movement".
Els poetes de Liverpool eren Adrian Henri, Brian Patten i Roger McGough van estar influenciats per la poesia de la generació beat dels seixanta. Tony Harrison (1937 -), que explora el mitjà del llenguatge i la tensió entre el dialecte nadiu, en el seu cas, el de la classe obrera Leeds, i el llenguatge adquirit, així com l'obra de Simon Armitage.
Geoffrey Hill (1932-2016) ha estat considerat un dels poetes anglesos més distingits de la seva generació, Charles Tomlinson (1927-2015) és un altre poeta anglès important d'una generació prèvia, tot i que "des de la seva primera publicació el 1951, ha construït una carrera que ha vist més notorietat a l'escena internacional que a la seva Anglaterra natal".

#### Literatura infantil i juvenil

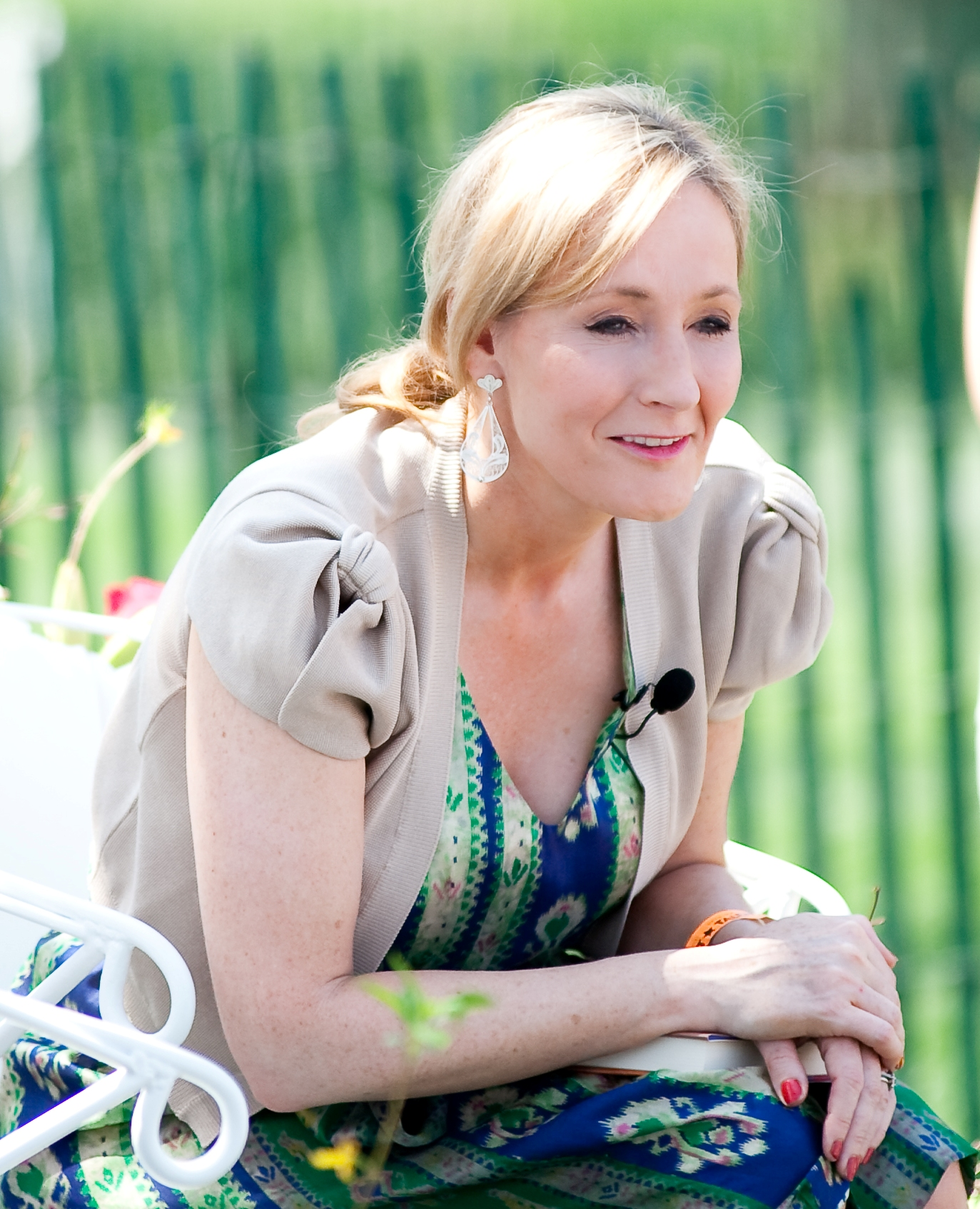
JK Rowling llegint Harry Potter al Easter Egg Roll a la Casa Blanca el 2010.

Roald Dahl és un autor destacat de literatura fantàstica infantil, amb obres com Charlie i la fàbrica de xocolata el 1964, que sovint s'inspiren en experiències de la seva infantesa, amb finals sovint inesperats i humor fosc i poc sentimental. Entre les històries escolars més populars d'aquest període s'hi troben St Trinian's de Ronald Searle.
Harry Potter de JK Rowling és una sèrie de fantasia formada per set novel·les que narren les aventures del bruixot adolescent Harry Potter Ha estat la sèrie de llibres més venuts de la història. Aquesta ha estat traduïda a 67 idiomes, situant Rowling entre els autors més traduïts de la història. Cressida Cowell va escriure How to Train Your Dragon, una sèrie de dotze llibres ambientats en un món viking fictici.

#### Literatura escocesa
A finals del segle xx, Escòcia ha produït diversos novel·listes importants, com James Kelman. De la mateixa manera que Samuel Beckett, pot crear humor a partir de les situacions més terribles. AL Kennedy, amb la seva novel·la Day del 2007 va ser nomenat Llibre de l'Any als Costa Book Awards. Alasdair Grey Lanark: A Life in Four Books (1981) és una fantasia distòpica ambientada a la seva ciutat natal, Glasgow.
Els escocesos de les terres baixes de forta influència anglesa utilitzen sovint la ficció escocesa contemporània. Per exemple, el dialecte d'Edimburg dels escocesos de les terres baixes utilitzat a Trainspotting d'Irvine Welsh per donar una representació brutal de la vida dels consumidors de drogues de la classe treballadora d'Edimburg. A Irlanda del Nord, la poesia de James Fenton està escrita en l'Ulster escocès contemporani. El poeta Michael Longley (1939--) ha experimentat amb els escocesos de l'Ulster per a la traducció de versos clàssics, com en la seva col·lecció The Ghost Orchid de 1995.

### Gènere de ficció del segle XX

#### Principis del segle XX

Agatha Christie (1890–1976), escriptora de misteri i novel·la detectiviesca

Entre els escriptors mçes rellevants d'aquest gènere a principis del segle XX hi trobem Erskine Childers amb The Riddle of the Sands (1903), que va escriure novel·les d'espies, Emma Orczy (baronessa), autora de La Pimpinela Escarlata, una novel·la històrica que explicava les aventures de membre`s de la noblesa anglesa al període revolucionari francès. El personatge principal d'aquesta novel·la va establir la noció d'un "heroi amb identitat secreta " a la cultura popular. John Buchan va escriure novel·les d'aventures com Prester John (1910). Les novel·les amb un cavaller aventurer van ser populars en període d'entreguerres, exemplificades per la sèrie d'H. C. McNeile amb Bulldog Drummond (1920) i Leslie Charteris, els llibres del qual narraven les aventures de Simon Templar, àlies The Saint.
L'erudit medieval MR James va escriure contes de terror i de fantasmes molt apreciades en entorns contemporanis.
Aquest període es va conèixer com l'" Edat d'Or de la ficció de detectius". Agatha Christie, escriptora de novel·les policíaques, contes i obres de teatre, és recordada sobretot per les seves 80 novel·les policíaques i les seves reeixides obres teatrals del West End. Altres escriptores anomenades "Reines del crim" són Dorothy L. Sayers: Gentleman detective, Lord Peter Wimsey), Margery Allingham: Albert Campion) i la neozelandesa Ngaio Marsh: Roderick Alleyn. Georgette Heyer va crear el gènere història romàntica i també va escriure ficció policíaca.
Una obra important de ciència-ficció, de principis del segle xx, és A Voyage to Arcturus de l'escriptor escocès David Lindsay, publicada per primera vegada el 1920, va tenir una influència central en la Trilogia còsmica de CS Lewis.
Des de principis de la dècada de 1930 fins a finals de la dècada de 1940, The Inklings va ser un grup informal de discussió literària associat a la English Faculty de la Universitat d'Oxford. Els seus membres eren els principals novel·listes de fantasia; J. R. R. Tolkien i CS Lewis. Lewis és conegut per The Screwtape Letters (1942), Les Cròniques de Nàrnia i The Space Trilogy, mentre que Tolkien és conegut sobretot com l'autor de El Hobbit (1937), El Senyor dels Anells i El Silmaril·lion.

#### Finals del segle XX
Entre els escriptors importants del gènere de ficció de la segona meitat del segle XX hi ha l'escriptor de thriller Ian Fleming, creador de James Bond 007. Fleming va explicar les aventures de Bond en dotze novel·les, incloent Casino Royale (1953).
En contrast amb els protagonistes d'espies oponents de la vida de Bond, John le Carré va ser autor de novel·les d'espies que representaven un món obscur d'espionatge i contraespionatge. La seva novel·la més coneguda The Spy Who Came in from the Cold (1963)), sovint és considerada com una de les més grans del gènere.
Frederick Forsyth escriu novel·les de suspens i Ken Follett escriu thrillers d'espionatge, així com novel·les històriques, en particular Els pilars de la terra (1989).
Entre les novel·les bèl·liques hi trobem The Guns of Navarone (1957), el thriller d'Alistair MacLean, El desafiament de les àguiles (1968) i The Eagle Has Landed (1975) de Jack Higgins. Les novel·les històriques de ficció nàutica amb Patrick O'Brian presenten la sèrie Aubrey – Maturin ambientada a la Royal Navy.
Ronald Welch va escriure Knight Crusader, guanyadora del premi Carnegie Medal, que es troba ambientada al segle XII durant la Tercera Croada, amb el líder cristià i rei d'Anglaterra Richard Cor de Lleó. Nigel Tranter també va escriure novel·les històriques de famosos guerrers escocesos, mentre que Robert the Bruce prepararia The Bruce Trilogy trilogia Bruce.
El gènere políciac tant de Ruth Rendell com de PD James han obtingut un important reconeixement per part del públic.

#### Ciència-ficció
John Wyndham va escriure ciència-ficció post-apocalíptica, sent les seves obres més notables El dia dels trifids (1951) i Els cucus de Midwich (1957). Altres escriptors importants d'aquest gènere són Sir Arthur C. Clarke amb 2001: Odissea de l'espai, Brian Aldiss i Michael Moorcock. Moorcock estava involucrat amb la 'new wave' dels escriptors de ciència-ficció "part de l'objectiu era invertir el gènere amb mèrit literari" De la mateixa manera JG Ballard (1930-2009) "es va fer conegut en la dècada de 1960 com el més prominent de la Escriptors de ciència-ficció "New Wave"". Iain M. Banks, va ser una figura important de la ciència-ficció que va crear una cultura anarquista, socialista i utòpica de l'univers de ficció, The Culture. La guanyadora del premi Nobel Doris Lessing també va publicar una sèrie de cinc novel·les de ciència-ficció The Canopus in Argos: Arxius entre 1979 i 1983.

#### Fantasia

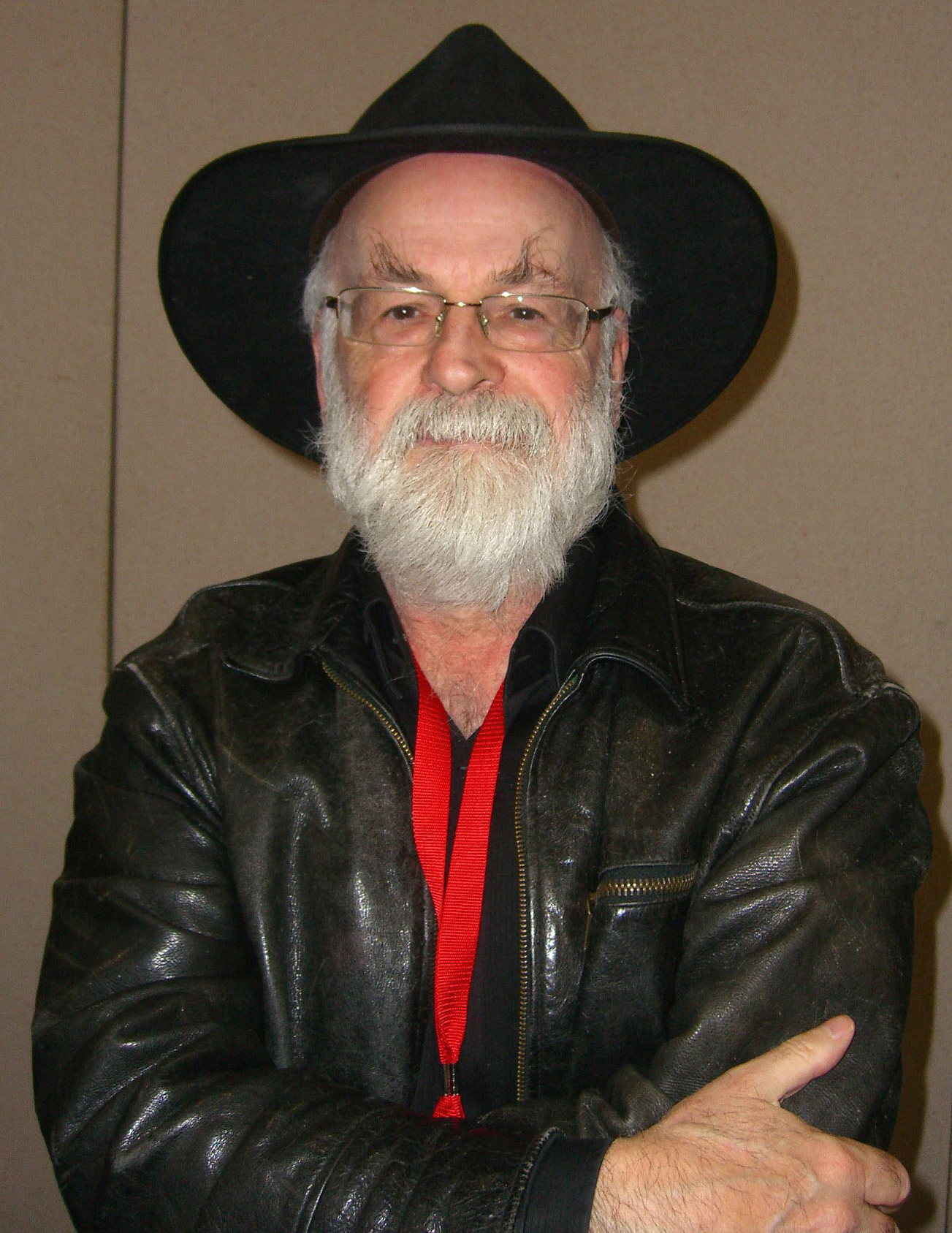
Terry Pratchett (2012)

Terry Pratchett és conegut sobretot per la seva sèrie de novel·les de fantasia còmica Discmón, que comença amb The Color of Magic (1983), i continua amb Night Watch (2002). Philip Pullman és famós per la seva trilogia de fantasia La matèria obscura, on exposa la majoria d'edat de dos nens mentre passegen per una sèrie d'universos paral·lels sobre un teló de fons d'esdeveniments èpics. Neil Gaiman és un escriptor tant de ciència-ficció com de fantasia, destacant l'obra Stardust (1998). Douglas Adams és conegut per la seva sèrie de cinc volums de comèdia de ciència-ficció The Hitchhiker's Guide to the Galaxy.

### Literatura infantil del segle XX
Entre els escriptors més importants de literatura infantil hi trobem Kenneth Grahame, El vent entre els salzes, Rev W Awdry, The Railway Series, AA Milne, Winnie-the-Pooh i Mary Poppins de PL Travers. La prolífica autora infantil Enid Blyton va narrar les aventures d'un grup de nens petits i el seu gos a Els Cinc. TH White va escriure la fantasia artúrica a The Once and Future King, sent la primera part deThe Sword in the Stone (1938). Mary Norton va publicar The Borrowers, amb personatges minúsculs que prenen préstecs dels humans. Aquesta obra serviria d'inspiració per a la novel·la de Frances Hodgson Burnett , The Secret Garden. Hugh Lofting va crear el personatge Doctor Dolittle que apareix en una sèrie de Doctor Dolittle, mentre que els 101 dàlmates de Dodie Smith hi sobresortia la malvada Cruella de Vil.

## Literatura del segle XXI

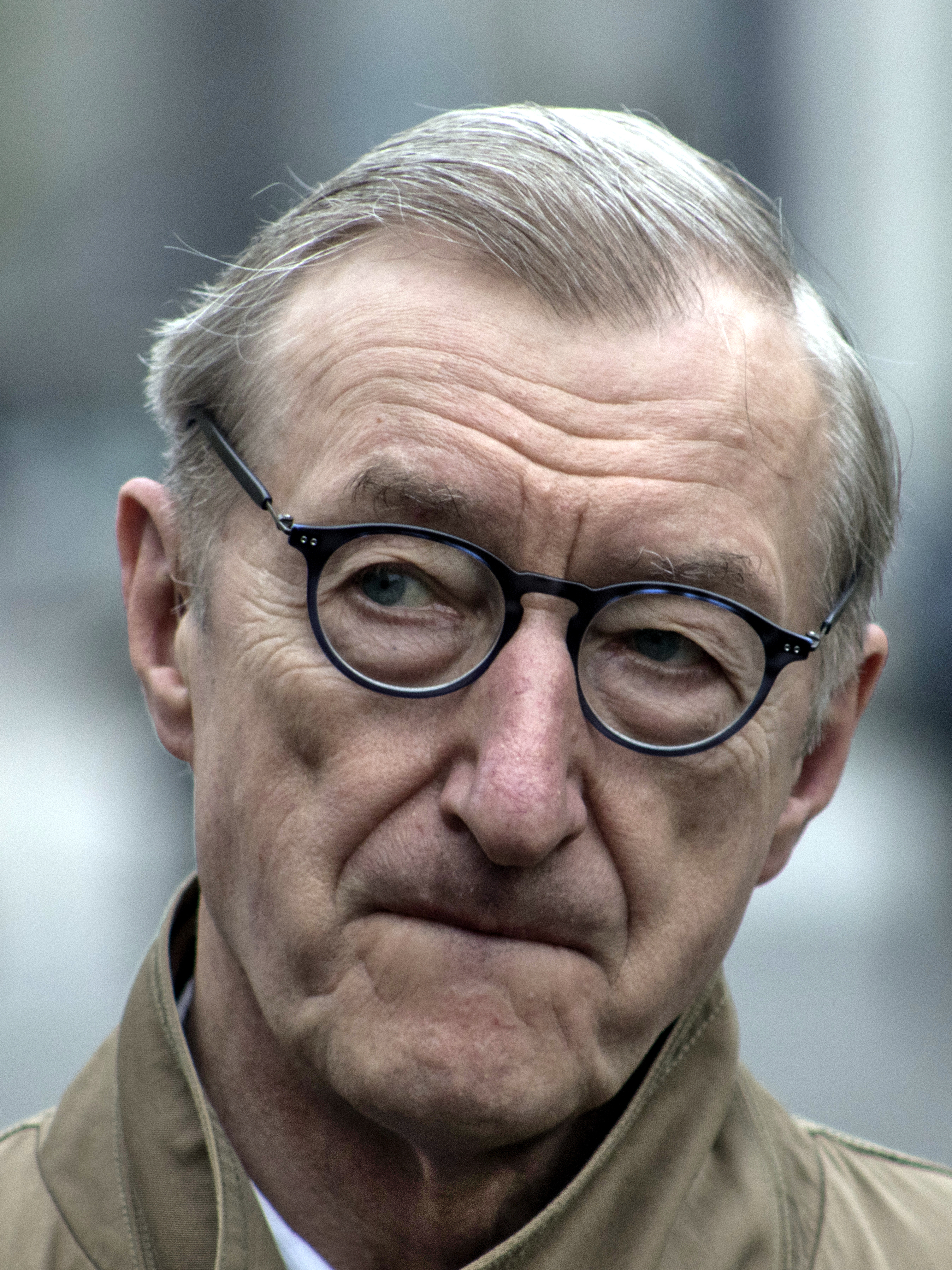
Julian Barnes (2019)

### Novel·la
Al segle XXI s'ha notat una preocupació destacada per la ficció històrica. Hilary Mantel és una escriptora de novel·la històrica de gran èxit que va guanyar dues vegades el premi Booker, per Wolf Hall 2009 i Bring Up the Bodies. Un dels novel·listes més ambiciosos que han sorgit en aquest període és David Mitchell, la novel·la de Cloud Atlas (2004) abasta des del segle xix fins al futur. La influència d'estils i tècniques literàries anteriors en la literatura anglesa és notable per escriptors com Ian McEwan a la seva novel·la del 2002 Expiació. Julian Barnes (1946–) és un altre escriptor destacat i va guanyar el premi Man Booker del 2011 pel seu llibre The Sense of an Ending.

### Teatre
El panorama teatral s'ha reconfigurat, passant d'un únic teatre nacional a finals del segle XX a quatre a conseqüència de la devolució de la política cultural.

### Ficció
La trilogia de romanticisme eròtic d'EL James, Cinquanta ombres d'en Grey, Fifty Shades Darker i Fifty Shades Freed, juntament amb la novel·la complementària Grey: Fifty Shades of Grey, as Told by Christian, han venut més de 100 milions de còpies a nivell mundial, i va establir el rècord al Regne Unit com el llibre de butxaca més venut de tots els temps. L'èxit i la promoció percebuts dels autors de ficció escocesos va provocar controvèrsia el 2009 quan James Kelman va criticar, en un discurs del Festival Internacional del Llibre d'Edimburg, l'atenció que es prestava als "joves mags de classe mitjana alta" i a la "ficció detectivesca" de la establishment literari escocès anglocèntric.

## Institucions literàries

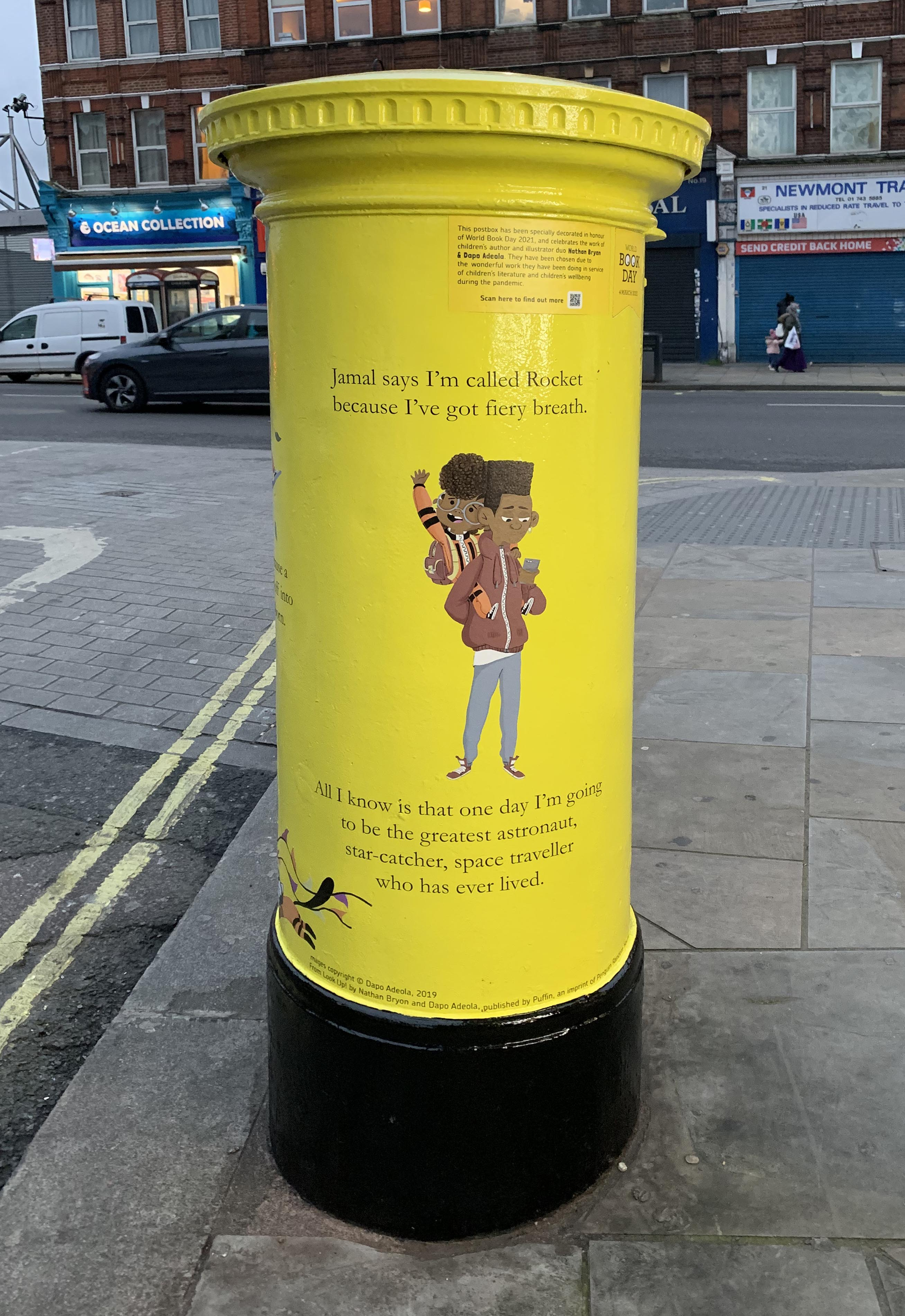
Celebració del World Book Day en una bústia de correus a Shepherd's Bush, London (4/03/2021)

La literatura original continua sent promoguda per institucions com l'Eisteddfod de Gal·les i el Welsh Books Council. La Royal Society of Edinburgh incorpora la literatura dins del seu àmbit d'activitat. La Literature Wales és l'agència nacional gal·lesa de promoció de la literatura i la societat d'escriptors, que administra el premi del Llibre Gal·lès de l'Any. La tradició importada d'eisteddfod a les Illes del Canal va fomentar la recitació i l'actuació, una tradició que continua actualment.
El Cheltenham Literature Festival, creat el 1949, és el festival d'aquest tipus més llarg del món. El Hay Festival a Gal·les atrau un gran interès i el Festival Internacional del Llibre d'Edimburg és el festival d'aquest tipus més gran del món.
La Poetry Society publica i promou poesia, sobretot a través d'un Dia Nacional de la Poesia. El Dia Mundial del Llibre se segueix a Gran Bretanya i les dependències de la Corona el primer dijous de març anualment.

### Premis literaris
Entre els premis britànics del premi Nobel de literatura hi ha Rudyard Kipling (1907), John Galsworthy (1932), TS Eliot (1948), Bertrand Russell (1950), Winston Churchill (1953), William Golding (1983), VS Naipaul (2001), Harold Pinter (2005) Doris Lessing (2007) i Kazuo Ishiguro (2017).
Els premis literaris als quals poden escriure escriptors del Regne Unit trobem:
- Premi Man Booker
- Commonwealth Writer's Prize
- Premi internacional de literatura IMPAC de Dublín
- Medalla Carnegie
- Costa Book Awards (antics premis Whitbread)
- Premi Femení de Ficció
- Queen's Gold Medal for Poetry